# Ligue Europa Conférence 2021-2022
Navigation
Édition 2022-2023
La Ligue Europa Conférence 2021-2022 est la 1re édition de la troisième coupe européenne des clubs de football. Organisée par l'UEFA, la compétition est ouverte aux clubs de football des associations membres de l'UEFA, qualifiés en fonction de leurs bons résultats en championnat ou coupe nationale.
Le vainqueur de la Ligue Europa Conférence se qualifiera pour la phase de groupes de la Ligue Europa 2022-2023.
L'assistance vidéo à l'arbitrage entre en vigueur à partir des demi-finales.

## Désignation de la ville organisatrice de la finale
Une procédure de candidature est mise en place par l'UEFA pour l'organisation des finales 2022 et 2023 de la Ligue Europa Conférence.
Quatre pays déclarent leur intérêt avant la date limite du 20 février 2020, :
| Association       | Stade                       | Ville         | Capacité |
| ----------------- | --------------------------- | ------------- | -------- |
| Albanie           | Air Albania Stadium         | Tirana        | 22 500   |
| France            | Stade Geoffroy-Guichard     | Saint-Étienne | 41 965   |
| Grèce             | Stade Pankritio             | Héraklion     | 26 240   |
| Macédoine du Nord | Stade national Toše-Proeski | Skopje        | 33 460   |

Le 3 décembre 2020, l'UEFA a annoncé que l'Air Albania Stadium, inauguré en 2019 et qui accueille l'équipe d'Albanie de football, a finalement été retenu et accueillera la finale de cette première édition le 25 mai 2022.

## Format
Le format de cette compétition est le suivant :
- Une phase de qualification composée de quatre tours de qualification, dont le dernier est dit de barrage. Les clubs sont séparés en deux séries de qualifications, l'une pour les champions nationaux (dite Voie des champions) et l'autre pour les non-champions (dite Voie principale). À partir du deuxième tour de qualification, des équipes éliminées de la Ligue des champions (uniquement les équipes éliminées au tour préliminaire et 1er tour de qualification) et la Ligue Europa participent à chaque tour de cette phase.
- Une phase de groupes, qui consiste en huit mini-championnats de quatre équipes par groupe. Les deux premiers de chaque groupe poursuivent la compétition. En cas d'égalité de points entre deux ou plusieurs équipes, le classement est déterminé d'abord par la différence de points particulière entre les équipes à égalité puis la différence de buts particulière.
- Une phase finale composée de :
  - Un barrage additionnel , en aller-retour, constitué des équipes classées deuxièmes de groupe et les équipes classées troisièmes de leur groupe en Ligue Europa.
  - Un tournoi à élimination directe, constituée des huit premiers de la phase de groupes et des huit vainqueurs du barrage d'après poules et décomposée en huitièmes de finale, quarts de finale, et demi-finales en aller-retour et d'une finale sur terrain neutre.

## Participants
Cent-quatre-vingt-une équipes provenant des associations membres de l'UEFA participeront à la Ligue Europa Conférence 2021‑2022.
La liste d'accès est ratifiée dans le cadre de l'évolution des compétitions interclubs de l’UEFA pour le cycle 2021-2024.
La répartition pour la saison 2021-2022 est la suivante :
- Les associations aux places 2 à 5 du classement UEFA 2020 ont un club qualifié (le représentant espagnol, première association UEFA, s'est qualifié pour la Ligue des champions)
- Les associations aux places 6 à 15 et 51 à 55 ont deux clubs qualifiés
- Les associations aux places 16 à 50 ont trois clubs qualifiés – à l'exception de celle du Liechtenstein (classé 31e) avec un seul club qualifié
- Vingt équipes éliminées de la Ligue des champions 2021-2022 sont repêchées dans cette compétition. Les équipes championnes de leur pays se rencontrent exclusivement entre elles lors de la phase de qualifications.
- Dix-huit équipes éliminées de la Ligue Europa 2021-2022 sont repêchées dans cette compétition. Les équipes championnes de leur pays se rencontrent exclusivement entre elles lors de la phase de qualifications.

Les places attribuées par association nationale vont par ordre de priorité :
- à l'équipe vainqueur de la coupe nationale s'il n'est pas qualifié pour la Ligue des champions ou la Ligue Europa ;
- aux équipes les mieux classées dans les championnats nationaux et non qualifiées en Ligue des champions et en Ligue Europa.

### Clubs participants
| Barrages de la phase à élimination directe | Barrages de la phase à élimination directe | Barrages de la phase à élimination directe | Barrages de la phase à élimination directe | Barrages de la phase à élimination directe | Barrages de la phase à élimination directe | Barrages de la phase à élimination directe | Barrages de la phase à élimination directe | Barrages de la phase à élimination directe |
| --- | --- | --- | --- | --- | --- | --- | --- | --- |
| - 8 « troisièmes » repêchés de la phase de groupes de la Ligue Europa : - Celtic FC (34.000) - Leicester City (32.000) - PSV Eindhoven (29.000) - Olympique de Marseille (28.000) - Fenerbahçe SK (19.500) - Sparta Prague (17.500) - Rapid Vienne (17.000) - FC Midtjylland (13.500) | | | | | | | | |
| Phase de groupes | | | | | | | | |
| - 10 repêchés des barrages de la Ligue Europa : - Slavia Prague (43.500) - AZ Alkmaar (21.500) - CFR Cluj (16.500) - Zorya Louhansk (15.000) - Slovan Bratislava (7.500) - Alashkert FC (6.500) - Randers FC (5.575) - Omónia Nicosie (5.550) - HJK Helsinki (5.500) - NŠ Mura (3.000) | | | | | | | | |
| Barrages | | | | | | | | |
| Voie des champions - 5 champions repêchés du troisième tour de qualification de la Ligue Europa : - Flora Tallinn (6.250) - Kaïrat Almaty (6.000) - Lincoln Red Imps (5.750) - Neftchi Bakou (5.000) - Žalgiris Vilnius (6.500) | Voie des champions - 5 champions repêchés du troisième tour de qualification de la Ligue Europa : - Flora Tallinn (6.250) - Kaïrat Almaty (6.000) - Lincoln Red Imps (5.750) - Neftchi Bakou (5.000) - Žalgiris Vilnius (6.500) | Voie des champions - 5 champions repêchés du troisième tour de qualification de la Ligue Europa : - Flora Tallinn (6.250) - Kaïrat Almaty (6.000) - Lincoln Red Imps (5.750) - Neftchi Bakou (5.000) - Žalgiris Vilnius (6.500) | Voie des champions - 5 champions repêchés du troisième tour de qualification de la Ligue Europa : - Flora Tallinn (6.250) - Kaïrat Almaty (6.000) - Lincoln Red Imps (5.750) - Neftchi Bakou (5.000) - Žalgiris Vilnius (6.500) | Voie des champions - 5 champions repêchés du troisième tour de qualification de la Ligue Europa : - Flora Tallinn (6.250) - Kaïrat Almaty (6.000) - Lincoln Red Imps (5.750) - Neftchi Bakou (5.000) - Žalgiris Vilnius (6.500) | Voie des champions - 5 champions repêchés du troisième tour de qualification de la Ligue Europa : - Flora Tallinn (6.250) - Kaïrat Almaty (6.000) - Lincoln Red Imps (5.750) - Neftchi Bakou (5.000) - Žalgiris Vilnius (6.500) | Voie des champions - 5 champions repêchés du troisième tour de qualification de la Ligue Europa : - Flora Tallinn (6.250) - Kaïrat Almaty (6.000) - Lincoln Red Imps (5.750) - Neftchi Bakou (5.000) - Žalgiris Vilnius (6.500) | Voie des champions - 5 champions repêchés du troisième tour de qualification de la Ligue Europa : - Flora Tallinn (6.250) - Kaïrat Almaty (6.000) - Lincoln Red Imps (5.750) - Neftchi Bakou (5.000) - Žalgiris Vilnius (6.500) | Voie principale - 3 non-champions repêchés du troisième tour de qualification de la Ligue Europa : - FK Jablonec (7.000) - St Johnstone FC (6.675) - Anórthosis Famagouste (5.550) - Villarreal CF (63.000) 7e d'Espagne en 2020-2021, - Tottenham Hotspur (88.000) 7e d'Angleterre en 2020-2021 - Union Berlin (14.714) 7e d'Allemagne en 2020-2021 - AS Rome (90.000) 7e d'Italie en 2020-2021 - Stade rennais FC (19.000) 6e de France en 2020-2021 |
| Troisième tour de qualification | | | | | | | | |
| Voie des champions - 1 champion repêché du 1er tour de qualification de la Ligue des champions (par tirage au sort) : - Shamrock Rovers (4.750) | Voie des champions - 1 champion repêché du 1er tour de qualification de la Ligue des champions (par tirage au sort) : - Shamrock Rovers (4.750) | Voie des champions - 1 champion repêché du 1er tour de qualification de la Ligue des champions (par tirage au sort) : - Shamrock Rovers (4.750) | Voie des champions - 1 champion repêché du 1er tour de qualification de la Ligue des champions (par tirage au sort) : - Shamrock Rovers (4.750) | Voie des champions - 1 champion repêché du 1er tour de qualification de la Ligue des champions (par tirage au sort) : - Shamrock Rovers (4.750) | Voie des champions - 1 champion repêché du 1er tour de qualification de la Ligue des champions (par tirage au sort) : - Shamrock Rovers (4.750) | Voie des champions - 1 champion repêché du 1er tour de qualification de la Ligue des champions (par tirage au sort) : - Shamrock Rovers (4.750) | Voie des champions - 1 champion repêché du 1er tour de qualification de la Ligue des champions (par tirage au sort) : - Shamrock Rovers (4.750) | Voie principale - FC Paços de Ferreira (9.709) 5e du Portugal en 2020-2021 - Rubin Kazan (7.676) 4e de Russie en 2020-2021 - RSC Anderlecht (25.000) 4e de Belgique en 2020-2021 - Kolos Kovalivka (6.620) 4e d'Ukraine en 2020-2021 - Vitesse Arnhem (7.840) 4e des Pays-Bas en 2020-2021 - Trabzonspor (6.020) 4e de Turquie en 2020-2021 - LASK (21.000) 4e d'Autriche en 2020-2021 - FC Lucerne (5.500) Vainqueur de la Coupe de Suisse 2020-2021 - PAOK Salonique (20.000) Vainqueur de la Coupe de Grèce 2020-2021 |
| Deuxième tour de qualification | | | | | | | | |
| Voie des champions - 15 champions repêchés du 1er tour de qualification de la Ligue des champions : - KF Shkëndija (9.000) - Dinamo Tbilissi (6.500) - Budućnost Podgorica (6.000) - Riga FC (5.500) - Chakhtior Salihorsk (5.250) - Linfield FC (5.250) - CS Fola Esch (5.250) - Maccabi Haïfa (4.875) - Connah's Quay Nomads (4.750) - Valur Reykjavik (4.250) - FK Bodø/Glimt (4.200) - Hibernians FC (3.750) - Teuta Durrës (2.750) - FC Pristina (2.250) - Borac Banja Luka (1.600) - 1 champion repêché de la finale du tour préliminaire de la Ligue des champions : - Inter Club d'Escaldes (1.500) - 2 champions repêchés des demi-finales du tour préliminaire de la Ligue des champions : - HB Tórshavn (2.250) - SS Folgore/Falciano (1.000) | Voie des champions - 15 champions repêchés du 1er tour de qualification de la Ligue des champions : - KF Shkëndija (9.000) - Dinamo Tbilissi (6.500) - Budućnost Podgorica (6.000) - Riga FC (5.500) - Chakhtior Salihorsk (5.250) - Linfield FC (5.250) - CS Fola Esch (5.250) - Maccabi Haïfa (4.875) - Connah's Quay Nomads (4.750) - Valur Reykjavik (4.250) - FK Bodø/Glimt (4.200) - Hibernians FC (3.750) - Teuta Durrës (2.750) - FC Pristina (2.250) - Borac Banja Luka (1.600) - 1 champion repêché de la finale du tour préliminaire de la Ligue des champions : - Inter Club d'Escaldes (1.500) - 2 champions repêchés des demi-finales du tour préliminaire de la Ligue des champions : - HB Tórshavn (2.250) - SS Folgore/Falciano (1.000) | Voie des champions - 15 champions repêchés du 1er tour de qualification de la Ligue des champions : - KF Shkëndija (9.000) - Dinamo Tbilissi (6.500) - Budućnost Podgorica (6.000) - Riga FC (5.500) - Chakhtior Salihorsk (5.250) - Linfield FC (5.250) - CS Fola Esch (5.250) - Maccabi Haïfa (4.875) - Connah's Quay Nomads (4.750) - Valur Reykjavik (4.250) - FK Bodø/Glimt (4.200) - Hibernians FC (3.750) - Teuta Durrës (2.750) - FC Pristina (2.250) - Borac Banja Luka (1.600) - 1 champion repêché de la finale du tour préliminaire de la Ligue des champions : - Inter Club d'Escaldes (1.500) - 2 champions repêchés des demi-finales du tour préliminaire de la Ligue des champions : - HB Tórshavn (2.250) - SS Folgore/Falciano (1.000) | Voie des champions - 15 champions repêchés du 1er tour de qualification de la Ligue des champions : - KF Shkëndija (9.000) - Dinamo Tbilissi (6.500) - Budućnost Podgorica (6.000) - Riga FC (5.500) - Chakhtior Salihorsk (5.250) - Linfield FC (5.250) - CS Fola Esch (5.250) - Maccabi Haïfa (4.875) - Connah's Quay Nomads (4.750) - Valur Reykjavik (4.250) - FK Bodø/Glimt (4.200) - Hibernians FC (3.750) - Teuta Durrës (2.750) - FC Pristina (2.250) - Borac Banja Luka (1.600) - 1 champion repêché de la finale du tour préliminaire de la Ligue des champions : - Inter Club d'Escaldes (1.500) - 2 champions repêchés des demi-finales du tour préliminaire de la Ligue des champions : - HB Tórshavn (2.250) - SS Folgore/Falciano (1.000) | Voie des champions - 15 champions repêchés du 1er tour de qualification de la Ligue des champions : - KF Shkëndija (9.000) - Dinamo Tbilissi (6.500) - Budućnost Podgorica (6.000) - Riga FC (5.500) - Chakhtior Salihorsk (5.250) - Linfield FC (5.250) - CS Fola Esch (5.250) - Maccabi Haïfa (4.875) - Connah's Quay Nomads (4.750) - Valur Reykjavik (4.250) - FK Bodø/Glimt (4.200) - Hibernians FC (3.750) - Teuta Durrës (2.750) - FC Pristina (2.250) - Borac Banja Luka (1.600) - 1 champion repêché de la finale du tour préliminaire de la Ligue des champions : - Inter Club d'Escaldes (1.500) - 2 champions repêchés des demi-finales du tour préliminaire de la Ligue des champions : - HB Tórshavn (2.250) - SS Folgore/Falciano (1.000) | Voie des champions - 15 champions repêchés du 1er tour de qualification de la Ligue des champions : - KF Shkëndija (9.000) - Dinamo Tbilissi (6.500) - Budućnost Podgorica (6.000) - Riga FC (5.500) - Chakhtior Salihorsk (5.250) - Linfield FC (5.250) - CS Fola Esch (5.250) - Maccabi Haïfa (4.875) - Connah's Quay Nomads (4.750) - Valur Reykjavik (4.250) - FK Bodø/Glimt (4.200) - Hibernians FC (3.750) - Teuta Durrës (2.750) - FC Pristina (2.250) - Borac Banja Luka (1.600) - 1 champion repêché de la finale du tour préliminaire de la Ligue des champions : - Inter Club d'Escaldes (1.500) - 2 champions repêchés des demi-finales du tour préliminaire de la Ligue des champions : - HB Tórshavn (2.250) - SS Folgore/Falciano (1.000) | Voie des champions - 15 champions repêchés du 1er tour de qualification de la Ligue des champions : - KF Shkëndija (9.000) - Dinamo Tbilissi (6.500) - Budućnost Podgorica (6.000) - Riga FC (5.500) - Chakhtior Salihorsk (5.250) - Linfield FC (5.250) - CS Fola Esch (5.250) - Maccabi Haïfa (4.875) - Connah's Quay Nomads (4.750) - Valur Reykjavik (4.250) - FK Bodø/Glimt (4.200) - Hibernians FC (3.750) - Teuta Durrës (2.750) - FC Pristina (2.250) - Borac Banja Luka (1.600) - 1 champion repêché de la finale du tour préliminaire de la Ligue des champions : - Inter Club d'Escaldes (1.500) - 2 champions repêchés des demi-finales du tour préliminaire de la Ligue des champions : - HB Tórshavn (2.250) - SS Folgore/Falciano (1.000) | Voie des champions - 15 champions repêchés du 1er tour de qualification de la Ligue des champions : - KF Shkëndija (9.000) - Dinamo Tbilissi (6.500) - Budućnost Podgorica (6.000) - Riga FC (5.500) - Chakhtior Salihorsk (5.250) - Linfield FC (5.250) - CS Fola Esch (5.250) - Maccabi Haïfa (4.875) - Connah's Quay Nomads (4.750) - Valur Reykjavik (4.250) - FK Bodø/Glimt (4.200) - Hibernians FC (3.750) - Teuta Durrës (2.750) - FC Pristina (2.250) - Borac Banja Luka (1.600) - 1 champion repêché de la finale du tour préliminaire de la Ligue des champions : - Inter Club d'Escaldes (1.500) - 2 champions repêchés des demi-finales du tour préliminaire de la Ligue des champions : - HB Tórshavn (2.250) - SS Folgore/Falciano (1.000) | Voie principale - CD Santa Clara (9.709) 6e du Portugal en 2020-2021 - FK Sotchi (7.676) 5e de Russie en 2020-2021 - KAA La Gantoise (26.500) 5e de Belgique en 2020-2021 - Vorskla Poltava (6.620) 5e d'Ukraine en 2020-2021 - Feyenoord Rotterdam (21.000) Vainqueur des barrages des Pays-Bas en 2020-2021 - Sivasspor (6.020) 5e de Turquie en 2020-2021 - Austria Vienne (10.000) Vainqueur des barrages d'Autriche en 2020-2021 - FC Copenhague (43.500) 3e du Danemark en 2020-2021 - AGF Aarhus (5.575) Vainqueur des barrages du Danemark en 2020-2021 - Hibernian FC (6.675) 3e d'Écosse en 2020-2021 - Aberdeen FC (7.500) 4e d'Écosse en 2020-2021 - FC Slovácko (5.320) 4e de Tchéquie en 2020-2021 - Viktoria Plzeň (33.500) 5e de Tchéquie en 2020-2021 - Apollon Limassol (13.500) 2e de Chypre en 2020-2021 - AEL Limassol (5.550) 3e de Chypre en 2020-2021 - FC Bâle (49.000) 2e de Suisse en 2020-2021 - Servette FC (5.245) 3e de Suisse en 2020-2021 - Aris Salonique (5.200) 3e de Grèce en 2020-2021 - AEK Athènes (19.500) 4e de Grèce en 2020-2021 - Partizan Belgrade (18.000) 2e de Serbie en 2020-2021 - FK Čukarički (5.350) 3e de Serbie en 2020-2021 - FK Vojvodina Novi Sad (5.350) 4e de Serbie en 2020-2021 - NK Osijek (6.000) 2e de Croatie en 2020-2021 - HNK Rijeka (13.500) 3e de Croatie en 2020-2021 - Hajduk Split (8.000) 4e de Croatie en 2020-2021 - Hammarby IF (4.100) Vainqueur de la Coupe de Suède 2020-2021 - IF Elfsborg (4.100) 2e de Suède en 2020 - BK Häcken (4.100) 3e de Suède en 2020 - Molde FK (17.000) 2e de Norvège en 2020 - Vålerenga Fotball (4.200) 3e de Norvège en 2020 - Rosenborg BK (14.000) 4e de Norvège en 2020 - Maccabi Tel-Aviv (20.500) Vainqueur de la Coupe d'Israël 2020-2021 - MS Ashdod (4.875) 3e d'Israël en 2020-2021 - Hapoël Beer-Sheva (17.500) 4e d'Israël en 2020-2021 - Tobol Kostanaï (3.125) 2e du Kazakhstan en 2020 - FK Astana (22.500) 3e du Kazakhstan en 2020 - Chakhtior Karagandy (3.125) 4e du Kazakhstan en 2020 - FK BATE Borisov (17.500) Vainqueur de la Coupe de Biélorussie 2020-2021 - Torpedo Jodzina (3.050) 3e de Biélorussie en 2020 - Dinamo Brest (5.000) 4e de Biélorussie en 2020 - Keşla FK (3.375) Vainqueur de la Coupe d'Azerbaïdjan 2020-2021 - Qarabağ FK (21.000) 2e d'Azerbaïdjan en 2020-2021 - FK Sumgayit (3.375) 3e d'Azerbaïdjan en 2020-2021 - CSKA Sofia (8.000) Vainqueur de la Coupe de Bulgarie 2020-2021 - Lokomotiv Plovdiv (4.075) 2e de Bulgarie en 2020-2021 - Arda Kardjali (4.075) Vainqueur des barrages de Bulgarie en 2020-2021 - CS Universitatea Craiova (6.000) Vainqueur de la Coupe de Roumanie 2020-2021 - FCSB (21.000) 2e de Roumanie en 2020-2021 - Sepsi Sfântu Gheorghe (3.640) Vainqueur des barrages de Roumanie en 2020-2021 - Raków Częstochowa (3.025) Vainqueur de la Coupe de Pologne 2020-2021 - Pogoń Szczecin (3.025) 3e de Pologne en 2020-2021 - Dunajská Streda (5.000) 2e de Slovaquie en 2020-2021, - FC Vaduz (5.500) Représentant du Liechtenstein, - Olimpija Ljubljana (6.750) Vainqueur de la Coupe de Slovénie 2020-2021 - Újpest FC (3.100) Vainqueur de la Coupe de Hongrie 2020-2021 - F91 Dudelange (8.000) 2e du Luxembourg en 2020-2021, - FK Panevėžys (1.750) Vainqueur de la Coupe de Lituanie 2020 |
| Premier tour de qualification (Voie principale uniquement) | | | | | | | | |
| - Śląsk Wrocław (3.025) 4e de Pologne en 2020-2021 - Spartak Trnava (7.500) 3e de Slovaquie en 2020-2021 - MŠK Žilina (2.725) Vainqueur des barrages de Slovaquie en 2020-2021 - NK Maribor (14.000) 2e de Slovénie en 2020-2021 - NK Domžale (5.500) 4e de Slovénie en 2020-2021 - Puskás Akadémia FC (3.100) 2e de Hongrie en 2020-2021 - Fehérvár FC (11.500) 3e de Hongrie en 2020-2021 - Swift Hesperange (1.650) 3e du Luxembourg en 2020-2021 - Racing Luxembourg (1.650) 4e du Luxembourg en 2020-2021 - Sūduva Marijampolė (8.750) 2e de Lituanie en 2020 - Kauno Žalgiris (2.000) 3e de Lituanie en 2020 - Ararat Erevan (1.475) Vainqueur de la Coupe d'Arménie 2020-2021 - FC Noah (1.475) 2e d'Arménie en 2020-2021 - FC Urartu (1.475) 3e d'Arménie en 2020-2021 - FK Liepāja (4.000) Vainqueur de la Coupe de Lettonie 2020 - FK RFS (2.000) 2e de Lettonie en 2020 - Valmiera FC (1.475) 3e de Lettonie en 2020 - KF Vllaznia Shkodër (1.450) Vainqueur de la Coupe d'Albanie 2020-2021 - FK Partizani Tirana (4.250) 3e d'Albanie en 2020-2021 - KF Laç (4.000) 4e d'Albanie en 2020-2021 - FK Sileks Kratovo (1.750) Vainqueur de la Coupe de Macédoine du Nord 2020-2021 - KF Shkupi (3.000) 2e de Macédoine du Nord en 2020-2021 - FC Struga (1.525) 3e de Macédoine du Nord en 2020-2021 - FK Sarajevo (6.250) Vainqueur de la Coupe de Bosnie-Herzégovine 2020-2021 - FK Velež Mostar (1.600) 3e de Bosnie-Herzégovine en 2020-2021 - NK Široki Brijeg (2.750) 4e de Bosnie-Herzégovine en 2020-2021 - FC Sfîntul Gheorghe (1.500) Vainqueur de la Coupe de Moldavie 2020-2021 - CS Petrocub Hîncești (3.000) 2e de Moldavie en 2020-2021 - FC Milsami Orhei (2.250) 3e de Moldavie en 2020-2021 | - Śląsk Wrocław (3.025) 4e de Pologne en 2020-2021 - Spartak Trnava (7.500) 3e de Slovaquie en 2020-2021 - MŠK Žilina (2.725) Vainqueur des barrages de Slovaquie en 2020-2021 - NK Maribor (14.000) 2e de Slovénie en 2020-2021 - NK Domžale (5.500) 4e de Slovénie en 2020-2021 - Puskás Akadémia FC (3.100) 2e de Hongrie en 2020-2021 - Fehérvár FC (11.500) 3e de Hongrie en 2020-2021 - Swift Hesperange (1.650) 3e du Luxembourg en 2020-2021 - Racing Luxembourg (1.650) 4e du Luxembourg en 2020-2021 - Sūduva Marijampolė (8.750) 2e de Lituanie en 2020 - Kauno Žalgiris (2.000) 3e de Lituanie en 2020 - Ararat Erevan (1.475) Vainqueur de la Coupe d'Arménie 2020-2021 - FC Noah (1.475) 2e d'Arménie en 2020-2021 - FC Urartu (1.475) 3e d'Arménie en 2020-2021 - FK Liepāja (4.000) Vainqueur de la Coupe de Lettonie 2020 - FK RFS (2.000) 2e de Lettonie en 2020 - Valmiera FC (1.475) 3e de Lettonie en 2020 - KF Vllaznia Shkodër (1.450) Vainqueur de la Coupe d'Albanie 2020-2021 - FK Partizani Tirana (4.250) 3e d'Albanie en 2020-2021 - KF Laç (4.000) 4e d'Albanie en 2020-2021 - FK Sileks Kratovo (1.750) Vainqueur de la Coupe de Macédoine du Nord 2020-2021 - KF Shkupi (3.000) 2e de Macédoine du Nord en 2020-2021 - FC Struga (1.525) 3e de Macédoine du Nord en 2020-2021 - FK Sarajevo (6.250) Vainqueur de la Coupe de Bosnie-Herzégovine 2020-2021 - FK Velež Mostar (1.600) 3e de Bosnie-Herzégovine en 2020-2021 - NK Široki Brijeg (2.750) 4e de Bosnie-Herzégovine en 2020-2021 - FC Sfîntul Gheorghe (1.500) Vainqueur de la Coupe de Moldavie 2020-2021 - CS Petrocub Hîncești (3.000) 2e de Moldavie en 2020-2021 - FC Milsami Orhei (2.250) 3e de Moldavie en 2020-2021 | - Śląsk Wrocław (3.025) 4e de Pologne en 2020-2021 - Spartak Trnava (7.500) 3e de Slovaquie en 2020-2021 - MŠK Žilina (2.725) Vainqueur des barrages de Slovaquie en 2020-2021 - NK Maribor (14.000) 2e de Slovénie en 2020-2021 - NK Domžale (5.500) 4e de Slovénie en 2020-2021 - Puskás Akadémia FC (3.100) 2e de Hongrie en 2020-2021 - Fehérvár FC (11.500) 3e de Hongrie en 2020-2021 - Swift Hesperange (1.650) 3e du Luxembourg en 2020-2021 - Racing Luxembourg (1.650) 4e du Luxembourg en 2020-2021 - Sūduva Marijampolė (8.750) 2e de Lituanie en 2020 - Kauno Žalgiris (2.000) 3e de Lituanie en 2020 - Ararat Erevan (1.475) Vainqueur de la Coupe d'Arménie 2020-2021 - FC Noah (1.475) 2e d'Arménie en 2020-2021 - FC Urartu (1.475) 3e d'Arménie en 2020-2021 - FK Liepāja (4.000) Vainqueur de la Coupe de Lettonie 2020 - FK RFS (2.000) 2e de Lettonie en 2020 - Valmiera FC (1.475) 3e de Lettonie en 2020 - KF Vllaznia Shkodër (1.450) Vainqueur de la Coupe d'Albanie 2020-2021 - FK Partizani Tirana (4.250) 3e d'Albanie en 2020-2021 - KF Laç (4.000) 4e d'Albanie en 2020-2021 - FK Sileks Kratovo (1.750) Vainqueur de la Coupe de Macédoine du Nord 2020-2021 - KF Shkupi (3.000) 2e de Macédoine du Nord en 2020-2021 - FC Struga (1.525) 3e de Macédoine du Nord en 2020-2021 - FK Sarajevo (6.250) Vainqueur de la Coupe de Bosnie-Herzégovine 2020-2021 - FK Velež Mostar (1.600) 3e de Bosnie-Herzégovine en 2020-2021 - NK Široki Brijeg (2.750) 4e de Bosnie-Herzégovine en 2020-2021 - FC Sfîntul Gheorghe (1.500) Vainqueur de la Coupe de Moldavie 2020-2021 - CS Petrocub Hîncești (3.000) 2e de Moldavie en 2020-2021 - FC Milsami Orhei (2.250) 3e de Moldavie en 2020-2021 | - Śląsk Wrocław (3.025) 4e de Pologne en 2020-2021 - Spartak Trnava (7.500) 3e de Slovaquie en 2020-2021 - MŠK Žilina (2.725) Vainqueur des barrages de Slovaquie en 2020-2021 - NK Maribor (14.000) 2e de Slovénie en 2020-2021 - NK Domžale (5.500) 4e de Slovénie en 2020-2021 - Puskás Akadémia FC (3.100) 2e de Hongrie en 2020-2021 - Fehérvár FC (11.500) 3e de Hongrie en 2020-2021 - Swift Hesperange (1.650) 3e du Luxembourg en 2020-2021 - Racing Luxembourg (1.650) 4e du Luxembourg en 2020-2021 - Sūduva Marijampolė (8.750) 2e de Lituanie en 2020 - Kauno Žalgiris (2.000) 3e de Lituanie en 2020 - Ararat Erevan (1.475) Vainqueur de la Coupe d'Arménie 2020-2021 - FC Noah (1.475) 2e d'Arménie en 2020-2021 - FC Urartu (1.475) 3e d'Arménie en 2020-2021 - FK Liepāja (4.000) Vainqueur de la Coupe de Lettonie 2020 - FK RFS (2.000) 2e de Lettonie en 2020 - Valmiera FC (1.475) 3e de Lettonie en 2020 - KF Vllaznia Shkodër (1.450) Vainqueur de la Coupe d'Albanie 2020-2021 - FK Partizani Tirana (4.250) 3e d'Albanie en 2020-2021 - KF Laç (4.000) 4e d'Albanie en 2020-2021 - FK Sileks Kratovo (1.750) Vainqueur de la Coupe de Macédoine du Nord 2020-2021 - KF Shkupi (3.000) 2e de Macédoine du Nord en 2020-2021 - FC Struga (1.525) 3e de Macédoine du Nord en 2020-2021 - FK Sarajevo (6.250) Vainqueur de la Coupe de Bosnie-Herzégovine 2020-2021 - FK Velež Mostar (1.600) 3e de Bosnie-Herzégovine en 2020-2021 - NK Široki Brijeg (2.750) 4e de Bosnie-Herzégovine en 2020-2021 - FC Sfîntul Gheorghe (1.500) Vainqueur de la Coupe de Moldavie 2020-2021 - CS Petrocub Hîncești (3.000) 2e de Moldavie en 2020-2021 - FC Milsami Orhei (2.250) 3e de Moldavie en 2020-2021 | - Śląsk Wrocław (3.025) 4e de Pologne en 2020-2021 - Spartak Trnava (7.500) 3e de Slovaquie en 2020-2021 - MŠK Žilina (2.725) Vainqueur des barrages de Slovaquie en 2020-2021 - NK Maribor (14.000) 2e de Slovénie en 2020-2021 - NK Domžale (5.500) 4e de Slovénie en 2020-2021 - Puskás Akadémia FC (3.100) 2e de Hongrie en 2020-2021 - Fehérvár FC (11.500) 3e de Hongrie en 2020-2021 - Swift Hesperange (1.650) 3e du Luxembourg en 2020-2021 - Racing Luxembourg (1.650) 4e du Luxembourg en 2020-2021 - Sūduva Marijampolė (8.750) 2e de Lituanie en 2020 - Kauno Žalgiris (2.000) 3e de Lituanie en 2020 - Ararat Erevan (1.475) Vainqueur de la Coupe d'Arménie 2020-2021 - FC Noah (1.475) 2e d'Arménie en 2020-2021 - FC Urartu (1.475) 3e d'Arménie en 2020-2021 - FK Liepāja (4.000) Vainqueur de la Coupe de Lettonie 2020 - FK RFS (2.000) 2e de Lettonie en 2020 - Valmiera FC (1.475) 3e de Lettonie en 2020 - KF Vllaznia Shkodër (1.450) Vainqueur de la Coupe d'Albanie 2020-2021 - FK Partizani Tirana (4.250) 3e d'Albanie en 2020-2021 - KF Laç (4.000) 4e d'Albanie en 2020-2021 - FK Sileks Kratovo (1.750) Vainqueur de la Coupe de Macédoine du Nord 2020-2021 - KF Shkupi (3.000) 2e de Macédoine du Nord en 2020-2021 - FC Struga (1.525) 3e de Macédoine du Nord en 2020-2021 - FK Sarajevo (6.250) Vainqueur de la Coupe de Bosnie-Herzégovine 2020-2021 - FK Velež Mostar (1.600) 3e de Bosnie-Herzégovine en 2020-2021 - NK Široki Brijeg (2.750) 4e de Bosnie-Herzégovine en 2020-2021 - FC Sfîntul Gheorghe (1.500) Vainqueur de la Coupe de Moldavie 2020-2021 - CS Petrocub Hîncești (3.000) 2e de Moldavie en 2020-2021 - FC Milsami Orhei (2.250) 3e de Moldavie en 2020-2021 | - Śląsk Wrocław (3.025) 4e de Pologne en 2020-2021 - Spartak Trnava (7.500) 3e de Slovaquie en 2020-2021 - MŠK Žilina (2.725) Vainqueur des barrages de Slovaquie en 2020-2021 - NK Maribor (14.000) 2e de Slovénie en 2020-2021 - NK Domžale (5.500) 4e de Slovénie en 2020-2021 - Puskás Akadémia FC (3.100) 2e de Hongrie en 2020-2021 - Fehérvár FC (11.500) 3e de Hongrie en 2020-2021 - Swift Hesperange (1.650) 3e du Luxembourg en 2020-2021 - Racing Luxembourg (1.650) 4e du Luxembourg en 2020-2021 - Sūduva Marijampolė (8.750) 2e de Lituanie en 2020 - Kauno Žalgiris (2.000) 3e de Lituanie en 2020 - Ararat Erevan (1.475) Vainqueur de la Coupe d'Arménie 2020-2021 - FC Noah (1.475) 2e d'Arménie en 2020-2021 - FC Urartu (1.475) 3e d'Arménie en 2020-2021 - FK Liepāja (4.000) Vainqueur de la Coupe de Lettonie 2020 - FK RFS (2.000) 2e de Lettonie en 2020 - Valmiera FC (1.475) 3e de Lettonie en 2020 - KF Vllaznia Shkodër (1.450) Vainqueur de la Coupe d'Albanie 2020-2021 - FK Partizani Tirana (4.250) 3e d'Albanie en 2020-2021 - KF Laç (4.000) 4e d'Albanie en 2020-2021 - FK Sileks Kratovo (1.750) Vainqueur de la Coupe de Macédoine du Nord 2020-2021 - KF Shkupi (3.000) 2e de Macédoine du Nord en 2020-2021 - FC Struga (1.525) 3e de Macédoine du Nord en 2020-2021 - FK Sarajevo (6.250) Vainqueur de la Coupe de Bosnie-Herzégovine 2020-2021 - FK Velež Mostar (1.600) 3e de Bosnie-Herzégovine en 2020-2021 - NK Široki Brijeg (2.750) 4e de Bosnie-Herzégovine en 2020-2021 - FC Sfîntul Gheorghe (1.500) Vainqueur de la Coupe de Moldavie 2020-2021 - CS Petrocub Hîncești (3.000) 2e de Moldavie en 2020-2021 - FC Milsami Orhei (2.250) 3e de Moldavie en 2020-2021 | - Śląsk Wrocław (3.025) 4e de Pologne en 2020-2021 - Spartak Trnava (7.500) 3e de Slovaquie en 2020-2021 - MŠK Žilina (2.725) Vainqueur des barrages de Slovaquie en 2020-2021 - NK Maribor (14.000) 2e de Slovénie en 2020-2021 - NK Domžale (5.500) 4e de Slovénie en 2020-2021 - Puskás Akadémia FC (3.100) 2e de Hongrie en 2020-2021 - Fehérvár FC (11.500) 3e de Hongrie en 2020-2021 - Swift Hesperange (1.650) 3e du Luxembourg en 2020-2021 - Racing Luxembourg (1.650) 4e du Luxembourg en 2020-2021 - Sūduva Marijampolė (8.750) 2e de Lituanie en 2020 - Kauno Žalgiris (2.000) 3e de Lituanie en 2020 - Ararat Erevan (1.475) Vainqueur de la Coupe d'Arménie 2020-2021 - FC Noah (1.475) 2e d'Arménie en 2020-2021 - FC Urartu (1.475) 3e d'Arménie en 2020-2021 - FK Liepāja (4.000) Vainqueur de la Coupe de Lettonie 2020 - FK RFS (2.000) 2e de Lettonie en 2020 - Valmiera FC (1.475) 3e de Lettonie en 2020 - KF Vllaznia Shkodër (1.450) Vainqueur de la Coupe d'Albanie 2020-2021 - FK Partizani Tirana (4.250) 3e d'Albanie en 2020-2021 - KF Laç (4.000) 4e d'Albanie en 2020-2021 - FK Sileks Kratovo (1.750) Vainqueur de la Coupe de Macédoine du Nord 2020-2021 - KF Shkupi (3.000) 2e de Macédoine du Nord en 2020-2021 - FC Struga (1.525) 3e de Macédoine du Nord en 2020-2021 - FK Sarajevo (6.250) Vainqueur de la Coupe de Bosnie-Herzégovine 2020-2021 - FK Velež Mostar (1.600) 3e de Bosnie-Herzégovine en 2020-2021 - NK Široki Brijeg (2.750) 4e de Bosnie-Herzégovine en 2020-2021 - FC Sfîntul Gheorghe (1.500) Vainqueur de la Coupe de Moldavie 2020-2021 - CS Petrocub Hîncești (3.000) 2e de Moldavie en 2020-2021 - FC Milsami Orhei (2.250) 3e de Moldavie en 2020-2021 | - Śląsk Wrocław (3.025) 4e de Pologne en 2020-2021 - Spartak Trnava (7.500) 3e de Slovaquie en 2020-2021 - MŠK Žilina (2.725) Vainqueur des barrages de Slovaquie en 2020-2021 - NK Maribor (14.000) 2e de Slovénie en 2020-2021 - NK Domžale (5.500) 4e de Slovénie en 2020-2021 - Puskás Akadémia FC (3.100) 2e de Hongrie en 2020-2021 - Fehérvár FC (11.500) 3e de Hongrie en 2020-2021 - Swift Hesperange (1.650) 3e du Luxembourg en 2020-2021 - Racing Luxembourg (1.650) 4e du Luxembourg en 2020-2021 - Sūduva Marijampolė (8.750) 2e de Lituanie en 2020 - Kauno Žalgiris (2.000) 3e de Lituanie en 2020 - Ararat Erevan (1.475) Vainqueur de la Coupe d'Arménie 2020-2021 - FC Noah (1.475) 2e d'Arménie en 2020-2021 - FC Urartu (1.475) 3e d'Arménie en 2020-2021 - FK Liepāja (4.000) Vainqueur de la Coupe de Lettonie 2020 - FK RFS (2.000) 2e de Lettonie en 2020 - Valmiera FC (1.475) 3e de Lettonie en 2020 - KF Vllaznia Shkodër (1.450) Vainqueur de la Coupe d'Albanie 2020-2021 - FK Partizani Tirana (4.250) 3e d'Albanie en 2020-2021 - KF Laç (4.000) 4e d'Albanie en 2020-2021 - FK Sileks Kratovo (1.750) Vainqueur de la Coupe de Macédoine du Nord 2020-2021 - KF Shkupi (3.000) 2e de Macédoine du Nord en 2020-2021 - FC Struga (1.525) 3e de Macédoine du Nord en 2020-2021 - FK Sarajevo (6.250) Vainqueur de la Coupe de Bosnie-Herzégovine 2020-2021 - FK Velež Mostar (1.600) 3e de Bosnie-Herzégovine en 2020-2021 - NK Široki Brijeg (2.750) 4e de Bosnie-Herzégovine en 2020-2021 - FC Sfîntul Gheorghe (1.500) Vainqueur de la Coupe de Moldavie 2020-2021 - CS Petrocub Hîncești (3.000) 2e de Moldavie en 2020-2021 - FC Milsami Orhei (2.250) 3e de Moldavie en 2020-2021 | - Dundalk FC (10.500) Vainqueur de la Coupe d'Irlande 2020 - Bohemian FC (1.575) 2e d'Irlande en 2020 - Sligo Rovers FC (1.575) 4e d'Irlande en 2020 - Inter Turku (2.000) 2e de Finlande en 2020 - KuPS Kuopio (5.000) 3e de Finlande en 2020 - FC Honka (1.375) 4e de Finlande en 2020 - FC Gagra (1.375) Vainqueur de la Coupe de Géorgie 2020 - Dinamo Batoumi (1.375) 2e de Géorgie en 2020 - Dila Gori (1.375) 3e de Géorgie en 2020 - Gżira United FC (2.500) 3e de Malte en 2020-2021 - Birkirkara FC (1.500) 4e de Malte en 2020-2021 - Mosta FC (1.275) 6e de Malte en 2020-2021 - FH Hafnarfjörður (5.000) 2e d'Islande en 2020 - Stjarnan (3.250) 3e d'Islande en 2020 - Breiðablik Kópavogur (2.250) 4e d'Islande en 2020 - The New Saints (7.500) 2e du pays de Galles en 2020-2021 - Bala Town (2.500) 3e du pays de Galles en 2020-2021 - Newtown AFC (1.000) Vainqueur des barrages du pays de Galles en 2020-2021 - Coleraine FC (2.750) 2e d'Irlande du Nord en 2020-2021 - Glentoran FC (1.391) 3e d'Irlande du Nord en 2020-2021 - Larne FC (1.391) Vainqueur des barrages d'Irlande du Nord en 2020-2021 - Europa FC (4.000) 2e de Gibraltar en 2020-2021 - Saint Joseph's FC (2.250) 3e de Gibraltar en 2020-2021 - Mons Calpe SC (1.133) 4e de Gibraltar en 2020-2021 - FK Sutjeska Nikšić (4.750) 2e du Monténégro en 2020-2021 - FK Dečić Tuzi (1.000) 3e du Monténégro en 2020-2021 - FK Podgorica (1.000) 4e du Monténégro en 2020-2021 - FCI Levadia Tallinn (3.750) Vainqueur de la Coupe d'Estonie 2020-2021 - Paide Linnameeskond (1.000) 2e d'Estonie en 2020 - KF Llapi (1.166) Vainqueur de la Coupe du Kosovo 2020-2021 - KF Drita (3.500) 2e du Kosovo en 2020-2021 - NSÍ Runavík (3.000) 2e des îles Féroé en 2020 - KÍ Klaksvík (5.250) 3e des îles Féroé en 2020 - UE Sant Julià (1.250) Vainqueur de la Coupe d'Andorre 2020-2021 - FC Santa Coloma (4.500) 3e d'Andorre en 2020-2021 - SP La Fiorita (3.250) Vainqueur de la Coupe de Saint-Marin 2020-2021 - SP Tre Penne (2.750) 3e de Saint-Marin en 2020-2021 |

## Calendrier
La majorité des rencontres ont lieu le jeudi mais certaines sont disputées le mardi ou le mercredi en raison par exemple d'un stade utilisé à double reprise.
| Nom                                                                                           | Tirage au sort     | Date aller                           | Date retour                       | Équipes participantes                    |
| --------------------------------------------------------------------------------------------- | ------------------ | ------------------------------------ | --------------------------------- | ---------------------------------------- |
| Tours de qualification (2021)                                                                 |                    |                                      |                                   |                                          |
| Premier tour de qualification                                                                 | 15 juin à Nyon     | 8 juillet                            | 15 juillet                        | 66                                       |
| Deuxième tour de qualification                                                                | 16 juin à Nyon     | 22 juillet                           | 29 juillet                        | 108 (33 + 57 + 18)                       |
| Troisième tour de qualification                                                               | 19 juillet à Nyon  | 5 août                               | 12 août                           | 64 (10 + 54)                             |
| Barrages                                                                                      | 2 août à Nyon      | 19 août                              | 26 août                           | 44 (4 + 32 + 8)                          |
| Phase de groupes (2021)                                                                       |                    |                                      |                                   |                                          |
| Journées 1 et 6 Journées 2 et 5 Journées 3 et 4                                               | 27 août à Istanbul | 16 septembre 30 septembre 21 octobre | 9 décembre 25 novembre 4 novembre | 32 (22 + 10)                             |
| Phase finale (2022)                                                                           |                    |                                      |                                   |                                          |
| Barrages de la phase à élimination directe                                                    | 13 décembre à Nyon | 17 février                           | 24 février                        | 16 (8 deuxièmes de groupes + 8 reversés) |
| Huitièmes de finale                                                                           | 25 février à Nyon  | 10 mars                              | 17 mars                           | 16 (8 vainqueurs de groupe +8 )          |
| Quarts de finale                                                                              | 18 mars à Nyon     | 7 avril                              | 14 avril                          | 8                                        |
| Demi-finale                                                                                   | 18 mars à Nyon     | 28 avril                             | 5 mai                             | 4                                        |
| Finale                                                                                        | 18 mars à Nyon     | 25 mai 2022 à Tirana                 | 25 mai 2022 à Tirana              | 2                                        |
| en italique : clubs repêchés de la Ligue des champions et de la Ligue Europa lors de ce tour. |                    |                                      |                                   |                                          |

## Phase qualificative
Pour les tirages au sort de la phase qualificative, les clubs d'une même association ne peuvent pas se rencontrer.

### Premier tour de qualification
Le tirage au sort du premier tour de qualification a lieu le 15 juin 2021 à Nyon. Il concerne des équipes des associations classées entre la 29e et la 55e place au classement UEFA, pour un total de soixante-six équipes. Les 33 vainqueurs de ce tour se qualifient pour le deuxième tour de qualification.
Les matchs aller ont lieu les 6 et 8 juillet et les matchs retour les 13 et 15 juillet.
| Groupe 1       | Groupe 1            | Groupe 1       | Groupe 1           | Groupe 1            | Groupe 1           | Groupe 2       | Groupe 2             | Groupe 2       | Groupe 2           | Groupe 2            | Groupe 2           |
| Têtes de série | Têtes de série      | Têtes de série | Non têtes de série | Non têtes de série  | Non têtes de série | Têtes de série | Têtes de série       | Têtes de série | Non têtes de série | Non têtes de série  | Non têtes de série |
| -------------- | ------------------- | -------------- | ------------------ | ------------------- | ------------------ | -------------- | -------------------- | -------------- | ------------------ | ------------------- | ------------------ |
| 1              | FCI Levadia Tallinn | 3.250          | 5                  | FK Dečić Tuzi       | 1.000              | 1              | SP La Fiorita        | 3.250          | 5                  | FK Velež Mostar     | 1.600              |
| 2              | Puskás Akadémia FC  | 3.100          | 6                  | Inter Turku         | 2.000              | 2              | FC Santa Coloma      | 4.500          | 6                  | Mons Calpe SC       | 1.133              |
| 3              | KF Drita            | 3.500          | 7                  | Saint Joseph's FC   | 2.250              | 3              | Coleraine FC         | 2.750          | 7                  | Birkirkara FC       | 1.500              |
| 4              | Sūduva Marijampolė  | 8.750          | 8                  | Valmiera FC         | 1.475              | 4              | NK Domžale           | 5.500          | 8                  | Swift Hesperange    | 1.650              |
| Groupe 3       | Groupe 3            | Groupe 3       | Groupe 3           | Groupe 3            | Groupe 3           | Groupe 4       | Groupe 4             | Groupe 4       | Groupe 4           | Groupe 4            | Groupe 4           |
| Têtes de série | Têtes de série      | Têtes de série | Non têtes de série | Non têtes de série  | Non têtes de série | Têtes de série | Têtes de série       | Têtes de série | Non têtes de série | Non têtes de série  | Non têtes de série |
| 1              | KF Shkupi           | 3.000          | 5                  | FC Sfîntul Gheorghe | 1.500              | 1              | KF Laç               | 4.000          | 5                  | FC Noah             | 1.475              |
| 2              | SP Tre Penne        | 2.750          | 6                  | Dinamo Batoumi      | 1.375              | 2              | FK Sarajevo          | 6.250          | 6                  | FC Milsami Orhei    | 2.250              |
| 3              | FK Partizani Tirana | 4.250          | 7                  | KF Llapi            | 1.166              | 3              | KuPS Kuopio          | 5.000          | 7                  | FK Podgorica        | 1.000              |
| 4              | NK Maribor          | 14.000         | 8                  | FC Urartu           | 1.475              | 4              | MŠK Žilina           | 2.725          | 8                  | Dila Gori           | 1.375              |
| Groupe 5       | Groupe 5            | Groupe 5       | Groupe 5           | Groupe 5            | Groupe 5           | Groupe 6       | Groupe 6             | Groupe 6       | Groupe 6           | Groupe 6            | Groupe 6           |
| Têtes de série | Têtes de série      | Têtes de série | Non têtes de série | Non têtes de série  | Non têtes de série | Têtes de série | Têtes de série       | Têtes de série | Non têtes de série | Non têtes de série  | Non têtes de série |
| 1              | FH Hafnarfjörður    | 5.000          | 5                  | FK RFS              | 2.000              | 1              | Fehérvár FC          | 11.500         | 5                  | FK Sileks Kratovo   | 1.750              |
| 2              | Śląsk Wrocław       | 3.025          | 6                  | Paide Linnameeskond | 1.000              | 2              | FK Sutjeska Nikšić   | 4.750          | 6                  | FC Gagra            | 1.375              |
| 3              | KÍ Klaksvík         | 5.250          | 7                  | Sligo Rovers FC     | 1.575              | 3              | CS Petrocub Hîncești | 3.000          | 7                  | Ararat Erevan       | 1.475              |
| 4              | Bala Town           | 2.500          | 8                  | Larne FC            | 1.391              | 4              | NK Široki Brijeg     | 2.750          | 8                  | KF Vllaznia Shkodër | 1.450              |
| Groupe 7       | Groupe 7            | Groupe 7       | Groupe 7           | Groupe 7            | Groupe 7           | Groupe 8       | Groupe 8             | Groupe 8       | Groupe 8           | Groupe 8            | Groupe 8           |
| Têtes de série | Têtes de série      | Têtes de série | Non têtes de série | Non têtes de série  | Non têtes de série | Têtes de série | Têtes de série       | Têtes de série | Non têtes de série | Non têtes de série  | Non têtes de série |
| 1              | Stjarnan            | 3.250          | 5                  | UE Sant Julià       | 1.250              | 1              | NSÍ Runavík          | 3.000          | 6                  | FC Honka            | 1.375              |
| 2              | The New Saints      | 7.500          | 6                  | Glentoran FC        | 1.391              | 2              | FK Liepāja           | 4.000          | 7                  | Newtown AFC         | 1.000              |
| 3              | Gżira United        | 2.500          | 7                  | Bohemian FC         | 1.575              | 3              | Spartak Trnava       | 7.500          | 8                  | Mosta FC            | 1.275              |
| 4              | Europa FC           | 4.000          | 8                  | Kauno Žalgiris      | 2.000              | 4              | Dundalk FC           | 10.500         | 9                  | Racing Luxembourg   | 1.650              |
| -              | -                   | -              | -                  | -                   | -                  | 5              | Breiðablik Kópavogur | 2.250          | 10                 | FC Struga           | 1.525              |

| Équipe              | Aller | Total             | Retour   | Équipe               |
| ------------------- | ----- | ----------------- | -------- | -------------------- |
| FCI Levadia Tallinn | 3 - 1 | 4 - 2             | 1 - 1    | Saint Joseph's FC    |
| Inter Turku         | 1 - 1 | 1 - 3             | 0 - 2    | Puskás Akadémia FC   |
| KF Drita            | 2 - 1 | 3 - 1             | 1 - 0    | FK Dečić Tuzi        |
| Sūduva Marijampolė  | 2 - 1 | 2 - 1             | 0 - 0    | Valmiera FC          |
| Birkirkara FC       | 1 - 0 | 2 - 1             | 1 - 1    | SP La Fiorita        |
| Mons Calpe SC       | 1 - 1 | 1 - 5             | 0 - 4    | FC Santa Coloma      |
| FK Velež Mostar     | 2 - 1 | 4 - 2             | 2 - 1    | Coleraine FC         |
| NK Domžale          | 1 - 0 | 2 - 1             | 1 - 1    | Swift Hesperange     |
| KF Shkupi           | 2 - 0 | 3 - 1             | 1 - 1    | KF Llapi             |
| SP Tre Penne        | 0 - 4 | 0 - 7             | 0 - 3    | Dinamo Batoumi       |
| FK Partizani Tirana | 5 - 2 | 8 - 4             | 3 - 2    | FC Sfîntul Gheorghe  |
| NK Maribor          | 1 - 0 | 2 - 0             | 1 - 0    | FC Urartu            |
| FK Podgorica        | 1 - 0 | 1 - 3             | 0 - 3 ap | KF Laç               |
| FC Milsami Orhei    | 0 - 0 | 1 - 0             | 1 - 0    | FK Sarajevo          |
| FC Noah             | 1 - 0 | 1 - 5             | 0 - 5    | KuPS Kuopio          |
| MŠK Žilina          | 5 - 1 | 6 - 3             | 1 - 2    | Dila Gori            |
| FH Hafnarfjörður    | 1 - 0 | 3 - 1             | 2 - 1    | Sligo Rovers FC      |
| Paide Linnameeskond | 1 - 2 | 1 - 4             | 0 - 2    | Śląsk Wrocław        |
| FK RFS              | 2 - 3 | 6 - 5             | 4 - 2 ap | KÍ Klaksvík          |
| Bala Town FC        | 0 - 1 | 0 - 2             | 0 - 1    | Larne FC             |
| Fehérvár FC         | 1 - 1 | 1 - 3             | 0 - 2    | Ararat Erevan        |
| FK Sutjeska Nikšić  | 1 - 0 | 2 - 1             | 1 - 1    | FC Gagra             |
| FK Sileks Kratovo   | 1 - 1 | 1 - 2             | 0 - 1    | CS Petrocub Hîncești |
| NK Široki Brijeg    | 3 - 1 | 3 - 4             | 0 - 3    | KF Vllaznia Shkodër  |
| Stjarnan            | 1 - 1 | 1 - 4             | 0 - 3    | Bohemian FC          |
| Glentoran FC        | 1 - 1 | 1 - 3             | 0 - 2    | The New Saints       |
| UE Sant Julià       | 0 - 0 | 1 - 1 (3 - 5 tab) | 1 - 1 ap | Gżira United         |
| Europa FC           | 0 - 0 | 0 - 2             | 0 - 2    | Kauno Žalgiris       |
| Dundalk FC          | 4 - 0 | 5 - 0             | 1 - 0    | Newtown AFC          |
| Mosta FC            | 3 - 2 | 3 - 4             | 0 - 2    | Spartak Trnava       |
| FK Liepāja          | 1 - 1 | 5 - 2             | 4 - 1    | FC Struga            |
| Racing Luxembourg   | 2 - 3 | 2 - 5             | 0 - 2    | Breiðablik Kópavogur |
| FC Honka            | 0 - 0 | 3 - 1             | 3 - 1    | NSÍ Runavík          |

### Deuxième tour de qualification
Le tirage au sort du deuxième tour de qualification a lieu le 16 juin 2021 à Nyon, le lendemain du tirage du premier tour. La phase qualificative se divise à ce moment-là en deux voies distinctes : la voie des Champions, réservée aux champions nationaux, et la voie principale. Les participants à la première voie sont dix-huit des dix-neuf champions perdants du tour préliminaire et du premier tour de qualification de la Ligue des champions ; le champion restant provenant du premier tour, le perdant de Slovan Bratislava-Shamrock Rovers, déterminé par tirage au sort, sera qualifié d'office pour le troisième tour. Quant à la voie principale, elle se compose de 57 équipes provenant des associations classées entre la 6e et la 35e place au classement UEFA, auxquels s'ajoutent les 33 vainqueurs du premier tour. Les deux voies forment un total de 108 équipes. Les vainqueurs de ce tour se qualifient pour le troisième tour de qualification.
Les matchs aller ont lieu le 22 juillet, les matchs retour prennent place le 29 juillet.
| Voie principale       | Voie principale       | Voie principale | Voie principale      | Voie principale       | Voie principale    | Voie principale | Voie principale          | Voie principale | Voie principale         | Voie principale         | Voie principale    |
| Groupe 1              | Groupe 1              | Groupe 1        | Groupe 1             | Groupe 1              | Groupe 1           | Groupe 2        | Groupe 2                 | Groupe 2        | Groupe 2                | Groupe 2                | Groupe 2           |
| Têtes de série        | Têtes de série        | Têtes de série  | Non têtes de série   | Non têtes de série    | Non têtes de série | Têtes de série  | Têtes de série           | Têtes de série  | Non têtes de série      | Non têtes de série      | Non têtes de série |
| --------------------- | --------------------- | --------------- | -------------------- | --------------------- | ------------------ | --------------- | ------------------------ | --------------- | ----------------------- | ----------------------- | ------------------ |
| 1                     | Apollon Limassol      | 13.500          | 6                    | KuPS Kuopio†          | 5.000              | 1               | AEL Limassol             | 5.550           | 6                       | FK Sutjeska Nikšić†     | 4.750              |
| 2                     | Hapoël Beer-Sheva     | 17.500          | 7                    | MŠK Žilina†           | 2.725              | 2               | Sivasspor                | 6.020           | 7                       | KF Vllaznia Shkodër†    | 2.750              |
| 3                     | FK Čukarički          | 5.350           | 8                    | FK Sumgayit           | 3.375              | 3               | FK Sotchi                | 7.676           | 8                       | Keşla FK                | 3.375              |
| 4                     | FCSB                  | 21.000          | 9                    | Chakhtior Karagandy   | 3.125              | 4               | FK Astana                | 22.500          | 9                       | Aris Salonique          | 5.200              |
| 5                     | Vorskla Poltava       | 6.620           | 10                   | Arda Kardjali         | 4.075              | 5               | Maccabi Tel-Aviv         | 20.500          | 10                      | CS Petrocub Hîncești†   | 3.000              |
| Groupe 3              | Groupe 3              | Groupe 3        | Groupe 3             | Groupe 3              | Groupe 3           | Groupe 4        | Groupe 4                 | Groupe 4        | Groupe 4                | Groupe 4                | Groupe 4           |
| Têtes de série        | Têtes de série        | Têtes de série  | Non têtes de série   | Non têtes de série    | Non têtes de série | Têtes de série  | Têtes de série           | Têtes de série  | Non têtes de série      | Non têtes de série      | Non têtes de série |
| 1                     | Partizan Belgrade     | 18.000          | 6                    | IF Elfsborg           | 4.100              | 1               | NK Domžale†              | 5.500           | 6                       | Gżira United†           | 2.500              |
| 2                     | FK BATE Borisov       | 17.500          | 7                    | Dunajská Streda       | 5.000              | 2               | The New Saints†          | 7.500           | 7                       | FC Honka†               | 3.000              |
| 3                     | Dundalk FC†           | 10.500          | 8                    | FCI Levadia Tallinn†  | 3.250              | 3               | CSKA Sofia               | 8.000           | 8                       | FK Liepāja†             | 4.000              |
| 4                     | FK RFS†               | 5.250           | 9                    | Puskás Akadémia FC†   | 3.100              | 4               | Viktoria Plzeň           | 33.500          | 9                       | Dinamo Brest            | 5.000              |
| 5                     | FC Milsami Orhei†     | 6.250           | 10                   | Dinamo Batoumi†       | 1.375              | 5               | HNK Rijeka               | 13.500          | 10                      | Kauno Žalgiris†         | 4.000              |
| Groupe 5              | Groupe 5              | Groupe 5        | Groupe 5             | Groupe 5              | Groupe 5           | Groupe 6        | Groupe 6                 | Groupe 6        | Groupe 6                | Groupe 6                | Groupe 6           |
| Têtes de série        | Têtes de série        | Têtes de série  | Non têtes de série   | Non têtes de série    | Non têtes de série | Têtes de série  | Têtes de série           | Têtes de série  | Non têtes de série      | Non têtes de série      | Non têtes de série |
| 1                     | KAA La Gantoise       | 26.500          | 6                    | KF Shkupi†            | 3.000              | 1               | Ararat Erevan†           | 11.500          | 6                       | FK Velež Mostar†        | 2.750              |
| 2                     | AGF Aarhus            | 5.575           | 7                    | Vålerenga Fotball     | 4.200              | 2               | FC Slovácko              | 5.320           | 7                       | Śląsk Wrocław†          | 3.025              |
| 3                     | F91 Dudelange         | 8.000           | 8                    | Bohemian FC†          | 3.250              | 3               | CS Universitatea Craiova | 6.000           | 8                       | KF Laç†                 | 4.000              |
| 4                     | Hibernian FC          | 6.675           | 9                    | FC Santa Coloma†      | 4.500              | 4               | Qarabağ FK               | 21.000          | 9                       | MS Ashdod               | 4.875              |
| 5                     | CD Santa Clara        | 9.709           | 10                   | Larne FC†             | 2.500              | 5               | AEK Athènes              | 19.500          | 10                      | Lokomotiv Plovdiv       | 4.075              |
| Groupe 7              | Groupe 7              | Groupe 7        | Groupe 7             | Groupe 7              | Groupe 7           | Groupe 8        | Groupe 8                 | Groupe 8        | Groupe 8                | Groupe 8                | Groupe 8           |
| Têtes de série        | Têtes de série        | Têtes de série  | Non têtes de série   | Non têtes de série    | Non têtes de série | Têtes de série  | Têtes de série           | Têtes de série  | Non têtes de série      | Non têtes de série      | Non têtes de série |
| 1                     | Austria Vienne        | 10.000          | 6                    | KF Drita†             | 3.500              | 1               | Sūduva Marijampolė†      | 8.750           | 6                       | Hammarby IF             | 4.100              |
| 2                     | NK Osijek             | 6.000           | 7                    | Breiðablik Kópavogur† | 2.250              | 2               | FC Vaduz                 | 5.500           | 7                       | Raków Częstochowa       | 3.025              |
| 3                     | Olimpija Ljubljana    | 6.750           | 8                    | Birkirkara FC†        | 3.250              | 3               | Spartak Trnava†          | 7.500           | 8                       | Sepsi Sfântu Gheorghe   | 3.640              |
| 4                     | FC Bâle               | 49.000          | 9                    | FK Partizani Tirana†  | 4.250              | 4               | Molde FK                 | 17.000          | 9                       | Servette FC             | 5.245              |
| 5                     | Feyenoord Rotterdam   | 21.000          | 10                   | Pogoń Szczecin        | 3.025              | 5               | NK Maribor†              | 14.000          | 10                      | Újpest FC               | 3.100              |
| Groupe 9              | Groupe 9              | Groupe 9        | Groupe 9             | Groupe 9              | Groupe 9           | -               | -                        | -               | -                       | -                       | -                  |
| Têtes de série        | Têtes de série        | Têtes de série  | Non têtes de série   | Non têtes de série    | Non têtes de série | -               | -                        | -               | -                       | -                       | -                  |
| 1                     | Hajduk Split          | 8.000           | 6                    | FH Hafnarfjörður†     | 5.000              | -               | -                        | -               | -                       | -                       | -                  |
| 2                     | FK Vojvodina Novi Sad | 5.350           | 7                    | Tobol Kostanaï        | 3.125              | -               | -                        | -               | -                       | -                       | -                  |
| 3                     | Aberdeen FC           | 7.500           | 8                    | BK Häcken             | 4.100              | -               | -                        | -               | -                       | -                       | -                  |
| 4                     | FC Copenhague         | 43.500          | 9                    | Torpedo Jodzina       | 3.050              | -               | -                        | -               | -                       | -                       | -                  |
| 5                     | Rosenborg BK          | 14.000          | 10                   | FK Panevėžys          | 1.750              | -               | -                        | -               | -                       | -                       | -                  |
| Voie des champions    |                       |                 |                      |                       |                    |                 |                          |                 |                         |                         |                    |
| Groupe 1              |                       |                 |                      |                       |                    |                 |                          |                 |                         |                         |                    |
| Têtes de série        | Têtes de série        | Têtes de série  | Têtes de série       | Têtes de série        | Têtes de série     | Têtes de série  | Têtes de série           | Têtes de série  | Non têtes de série      | Non têtes de série      | Non têtes de série |
| Riga FC*              | Riga FC*              | 18.500          | KF Teuta Durrës*     | KF Teuta Durrës*      | 14.500             | FK Shkëndija *  | FK Shkëndija *           | 9.000           | Inter Club d'Escaldes** | Inter Club d'Escaldes** | 2.250              |
| Dinamo Tbilissi*      | Dinamo Tbilissi*      | 6.500           | Maccabi Haïfa*       | Maccabi Haïfa*        | 6.000              | -               | -                        | -               | -                       | -                       | -                  |
| Groupe 2              |                       |                 |                      |                       |                    |                 |                          |                 |                         |                         |                    |
| Têtes de série        | Têtes de série        | Têtes de série  | Têtes de série       | Têtes de série        | Têtes de série     | Têtes de série  | Têtes de série           | Têtes de série  | Non têtes de série      | Non têtes de série      | Non têtes de série |
| Chakhtior Salihorsk*  | Chakhtior Salihorsk*  | 28.000          | FK Borac Banja Luka* | FK Borac Banja Luka*  | 16.500             | Linfield FC*    | Linfield FC*             | 6.500           | HB Tórshavn**           | HB Tórshavn**           | 2.250              |
| Budućnost Podgorica*  | Budućnost Podgorica*  | 6.000           | Fola Esch*           | Fola Esch*            | 5.750              | -               | -                        | -               | -                       | -                       | -                  |
| Groupe 3              |                       |                 |                      |                       |                    |                 |                          |                 |                         |                         |                    |
| Têtes de série        | Têtes de série        | Têtes de série  | Têtes de série       | Têtes de série        | Têtes de série     | Têtes de série  | Têtes de série           | Têtes de série  | Non têtes de série      | Non têtes de série      | Non têtes de série |
| Valur Reykjavik*      | Valur Reykjavik*      | 44.500          | FK Bodø/Glimt*       | FK Bodø/Glimt*        | 16.500             | FC Pristina*    | FC Pristina*             | 13.500          | SS Folgore/Falciano**   | SS Folgore/Falciano**   | 2.250              |
| Connah's Quay Nomads* | Connah's Quay Nomads* | 6.500           | Hibernians FC*       | Hibernians FC*        | 6.250              | -               | -                        | -               | -                       | -                       | -                  |

† : Équipes provenant du premier tour de qualification. Les équipes en italique ont éliminé une équipe avec un coefficient plus important au tour précédent et bénéficient de son coefficient UEFA au moment du tirage.
* : Équipes provenant du premier tour de Ligue des champions. Les équipes en italique ont affronté une équipe avec un coefficient plus important au tour précédent et bénéficient de son coefficient UEFA au moment du tirage.
** : Équipes provenant du tour préliminaire de Ligue des champions. Les équipes en italique ont affronté une équipe avec un coefficient plus important au tour précédent et bénéficient de son coefficient UEFA au moment du tirage.
| Équipe                   | Aller           | Total             | Retour          | Équipe                |
| Voie principale          | Voie principale | Voie principale   | Voie principale | Voie principale       |
| ------------------------ | --------------- | ----------------- | --------------- | --------------------- |
| KuPS Kuopio              | 2 - 2           | 5 - 4             | 3 - 2 ap        | Vorskla Poltava       |
| FCSB                     | 1 - 0           | 2 - 2 (3 - 5 tab) | 1 - 2 ap        | Chakhtior Karagandy   |
| Arda Kardjali            | 0 - 2           | 0 - 6             | 0 - 4           | Hapoël Beer-Sheva     |
| Apollon Limassol         | 1 - 3           | 3 - 5             | 2 - 2           | MŠK Žilina            |
| FK Čukarički             | 0 - 0           | 2 - 0             | 2 - 0           | FK Sumgayit           |
| FK Sutjeska Nikšić       | 0 - 0           | 1 - 3             | 1 - 3           | Maccabi Tel-Aviv      |
| FK Astana                | 2 - 0           | 3 - 2             | 1 - 2           | Aris Salonique        |
| CS Petrocub Hîncești     | 0 - 1           | 0 - 2             | 0 - 1           | Sivasspor             |
| AEL Limassol             | 1 - 0           | 2 - 0             | 1 - 0           | KF Vllaznia Shkodër   |
| FK Sotchi                | 3 - 0           | 7 - 2             | 4 - 2           | Keşla FK              |
| IF Elfsborg              | 4 - 0           | 9 - 0             | 5 - 0           | FC Milsami Orhei      |
| FK RFS                   | 3 - 0           | 5 - 0             | 2 - 0           | Puskás Akadémia FC    |
| Dinamo Batoumi           | 0 - 1           | 4 - 2             | 4 - 1           | FK BATE Borisov       |
| Partizan Belgrade        | 1 - 0           | 3 - 0             | 2 - 0           | Dunajská Streda       |
| Dundalk FC               | 2 - 2           | 4 - 3             | 2 - 1           | FCI Levadia Tallinn   |
| Gżira United             | 0 - 2           | 0 - 3             | 0 - 1           | HNK Rijeka            |
| Viktoria Plzeň           | 2 - 1           | 4 - 2             | 2 - 1           | Dinamo Brest          |
| Kauno Žalgiris           | 0 - 5           | 1 - 10            | 1 - 5           | The New Saints        |
| NK Domžale               | 1 - 1           | 2 - 1             | 1 - 0           | FC Honka              |
| CSKA Sofia               | 0 - 0           | 0 - 0 (3 - 1 tab) | 0 - 0 ap        | FK Liepāja            |
| KF Shkupi                | 0 - 3           | 0 - 5             | 0 - 2           | CD Santa Clara        |
| Hibernian FC             | 3 - 0           | 5 - 1             | 2 - 1           | FC Santa Coloma       |
| Larne FC                 | 2 - 1           | 3 - 2             | 1 - 1           | AGF Aarhus            |
| KAA La Gantoise          | 4 - 0           | 4 - 2             | 0 - 2           | Vålerenga Fotball     |
| F91 Dudelange            | 0 - 1           | 0 - 4             | 0 - 3           | Bohemian FC           |
| FK Velež Mostar          | 2 - 1           | 2 - 2 (3 - 2 tab) | 0 - 1 ap        | AEK Athènes           |
| Qarabağ FK               | 0 - 0           | 1 - 0             | 1 - 0           | MS Ashdod             |
| Lokomotiv Plovdiv        | 1 - 0           | 1 - 1 (3 - 2 tab) | 0 - 1 ap        | FC Slovácko           |
| Ararat Erevan            | 2 - 4           | 5 - 7             | 3 - 3           | Śląsk Wrocław         |
| CS Universitatea Craiova | 0 - 1           | 0 - 1             | 0 - 0           | KF Laç                |
| KF Drita                 | 0 - 0           | 2 - 3             | 2 - 3           | Feyenoord Rotterdam   |
| FC Bâle                  | 3 - 0           | 5 - 0             | 2 - 0           | FK Partizani Tirana   |
| Pogoń Szczecin           | 0 - 0           | 0 - 1             | 0 - 1           | NK Osijek             |
| Austria Vienne           | 1 - 1           | 2 - 3             | 1 - 2           | Breiðablik Kópavogur  |
| Olimpija Ljubljana       | 1 - 0           | 1 - 1 (5 - 4 tab) | 0 - 1 ap        | Birkirkara FC         |
| Hammarby IF              | 3 - 1           | 4 - 1             | 1 - 0           | NK Maribor            |
| Molde FK                 | 3 - 0           | 3 - 2             | 0 - 2           | Servette FC           |
| Újpest FC                | 2 - 1           | 5 - 2             | 3 - 1           | FC Vaduz              |
| Sūduva Marijampolė       | 0 - 0           | 0 - 0 (3 - 4 tab) | 0 - 0 ap        | Raków Częstochowa     |
| Spartak Trnava           | 0 - 0           | 1 - 1 (4 - 3 tab) | 1 - 1 ap        | Sepsi Sfântu Gheorghe |
| FH Hafnarfjörður         | 0 - 2           | 1 - 6             | 1 - 4           | Rosenborg BK          |
| FC Copenhague            | 4 - 1           | 9 - 1             | 5 - 0           | Torpedo Jodzina       |
| FK Panevėžys             | 0 - 1           | 0 - 2             | 0 - 1           | FK Vojvodina Novi Sad |
| Hajduk Split             | 2 - 0           | 3 - 4             | 1 - 4 ap        | Tobol Kostanaï        |
| Aberdeen FC              | 5 - 1           | 5 - 3             | 0 - 2           | BK Häcken             |
| Voie des champions       |                 |                   |                 |                       |
| KF Teuta Durrës          | 0 - 2           | 3 - 2             | 3 - 0 ap        | Inter Club d'Escaldes |
| Riga FC                  | 2 - 0           | 3 - 0             | 1 - 0           | FK Shkëndija          |
| Dinamo Tbilissi          | 1 - 2           | 2 - 7             | 1 - 5           | Maccabi Haïfa         |
| HB Tórshavn              | 4 - 0           | 6 - 0             | 2 - 0           | Budućnost Podgorica   |
| Linfield FC              | 4 - 0           | 4 - 0             | 0 - 0           | FK Borac Banja Luka   |
| Chakhtior Salihorsk      | 1 - 2           | 1 - 3             | 0 - 1           | Fola Esch             |
| SS Folgore/Falciano      | 1 - 3           | 3 - 7             | 2 - 4           | Hibernians FC         |
| FC Pristina              | 4 - 1           | 6 - 5             | 2 - 4           | Connah's Quay Nomads  |
| Valur Reykjavik          | 0 - 3           | 0 - 6             | 0 - 3           | FK Bodø/Glimt         |

### Troisième tour de qualification
Le tirage au sort du troisième tour de qualification a lieu le 19 juillet 2021 à Nyon ; il a la particularité de ne pas avoir de têtes de série pour la voie des Champions. La voie des Champions voit s'affronter les neuf vainqueurs de la voie des Champions du deuxième tour de qualification ainsi que le champion du premier tour de qualification de la Ligue des champions qualifié par tirage au sort (les Shamrock Rovers qui ont perdu leur opposition contre le Slovan Bratislava). La voie principale voit l'entrée de 9 équipes provenant des associations classées entre la 6e et la 18e place au classement UEFA, auxquels s'ajoutent les 45 vainqueurs de la voie principale du deuxième tour. Les vainqueurs de ce tour se qualifient pour les barrages.
Les clubs bosniens et kosovars ne peuvent pas se rencontrer, la Bosnie-Herzégovine n'ayant pas reconnu le Kosovo.
Les matchs aller ont lieu le 5 août tandis que les matchs retour se déroulent le 12 août.
| Voie des champions | Voie des champions    | Voie des champions | Voie des champions | Voie des champions  | Voie des champions | Voie des champions | Voie des champions     | Voie des champions | Voie des champions | Voie des champions      | Voie des champions |
| ------------------ | --------------------- | ------------------ | ------------------ | ------------------- | ------------------ | ------------------ | ---------------------- | ------------------ | ------------------ | ----------------------- | ------------------ |
| Tirage intégral    |                       |                    |                    |                     |                    |                    |                        |                    |                    |                         |                    |
| Voie principale    |                       |                    |                    |                     |                    |                    |                        |                    |                    |                         |                    |
| Groupe 1           | Groupe 1              | Groupe 1           | Groupe 1           | Groupe 1            | Groupe 1           | Groupe 2           | Groupe 2               | Groupe 2           | Groupe 2           | Groupe 2                | Groupe 2           |
| Têtes de série     | Têtes de série        | Têtes de série     | Non têtes de série | Non têtes de série  | Non têtes de série | Têtes de série     | Têtes de série         | Têtes de série     | Non têtes de série | Non têtes de série      | Non têtes de série |
| 1                  | Hapoël Beer-Sheva †   | 17.500             | 5                  | FK Sotchi†          | 7.676              | 1                  | Chakhtior Karagandy †  | 21.000             | 5                  | IF Elfsborg †           | 4.100              |
| 2                  | Dinamo Batoumi †      | 17.500             | 6                  | KuPS Kuopio†        | 6.620              | 2                  | CD Santa Clara †       | 9.709              | 6                  | Újpest FC†              | 5.500              |
| 3                  | Partizan Belgrade†    | 18.000             | 7                  | Sivasspor †         | 6.020              | 3                  | FK Velež Mostar †      | 19.500             | 7                  | Olimpija Ljubljana†     | 6.750              |
| 4                  | FK Astana †           | 22.500             | 8                  | Śląsk Wrocław †     | 3.025              | 4                  | FC Bâle †              | 49.000             | 8                  | Kolos Kovalivka         | 6.620              |
| Groupe 3           | Groupe 3              | Groupe 3           | Groupe 3           | Groupe 3            | Groupe 3           | Groupe 4           | Groupe 4               | Groupe 4           | Groupe 4           | Groupe 4                | Groupe 4           |
| Têtes de série     | Têtes de série        | Têtes de série     | Non têtes de série | Non têtes de série  | Non têtes de série | Têtes de série     | Têtes de série         | Têtes de série     | Non têtes de série | Non têtes de série      | Non têtes de série |
| 1                  | HNK Rijeka †          | 13.500             | 5                  | FK RFS †            | 3.100              | 1                  | Viktoria Plzeň†        | 33.500             | 5                  | Bohemian FC †           | 8.000              |
| 2                  | FC Paços de Ferreira  | 9.709              | 6                  | FC Lucerne          | 5.500              | 2                  | Breiðablik Kópavogur † | 10.000             | 6                  | Trabzonspor             | 6.020              |
| 3                  | KAA La Gantoise †     | 26.500             | 7                  | Larne FC†           | 5.575              | 3                  | PAOK Salonique         | 20.000             | 7                  | Aberdeen FC †           | 7.500              |
| 4                  | Feyenoord Rotterdam † | 21.000             | 8                  | Hibernian FC †      | 6.675              | 4                  | Molde FK †             | 17.000             | 8                  | The New Saints †        | 7.500              |
| Groupe 5           | Groupe 5              | Groupe 5           | Groupe 5           | Groupe 5            | Groupe 5           | Groupe 6           | Groupe 6               | Groupe 6           | Groupe 6           | Groupe 6                | Groupe 6           |
| Têtes de série     | Têtes de série        | Têtes de série     | Non têtes de série | Non têtes de série  | Non têtes de série | Têtes de série     | Têtes de série         | Têtes de série     | Non têtes de série | Non têtes de série      | Non têtes de série |
| 1                  | MŠK Žilina †          | 13.500             | 5                  | FK Čukarički†       | 5.350              | 1                  | Maccabi Tel-Aviv †     | 20.500             | 5                  | AEL Limassol †          | 5.550              |
| 2                  | Raków Częstochowa †   | 8.750              | 6                  | Lokomotiv Plovdiv † | 5.320              | 2                  | CSKA Sofia †           | 8.000              | 6                  | FK Vojvodina Novi Sad † | 5.350              |
| 3                  | Hammarby IF†          | 14.000             | 7                  | Rubin Kazan         | 7.676              | 3                  | Qarabağ FK †           | 21.000             | 7                  | NK Osijek †             | 6.000              |
| 4                  | FC Copenhague †       | 43.500             | 8                  | Tobol Kostanaï †    | 8.000              | 4                  | LASK                   | 21.000             | 8                  | Spartak Trnava †        | 7.500              |
| Groupe 7           | Groupe 7              | Groupe 7           | Groupe 7           | Groupe 7            | Groupe 7           | -                  | -                      | -                  | -                  | -                       | -                  |
| Têtes de série     | Têtes de série        | Têtes de série     | Non têtes de série | Non têtes de série  | Non têtes de série | -                  | -                      | -                  | -                  | -                       | -                  |
| 1                  | Dundalk FC †          | 10.500             | 4                  | Vitesse Arnhem      | 7.840              | -                  | -                      | -                  | -                  | -                       | -                  |
| 2                  | Rosenborg BK †        | 14.000             | 5                  | NK Domžale†         | 5.500              | -                  | -                      | -                  | -                  | -                       | -                  |
| 3                  | RSC Anderlecht        | 25.000             | 6                  | KF Laç †            | 6.000              | -                  | -                      | -                  | -                  | -                       | -                  |

† : Équipes provenant du deuxième tour de qualification. Les équipes en italique ont éliminé une équipe avec un coefficient plus important au tour précédent et bénéficient de son coefficient UEFA au moment du tirage.
| Équipe                | Aller           | Total             | Retour          | Équipe              |
| Voie principale       | Voie principale | Voie principale   | Voie principale | Voie principale     |
| --------------------- | --------------- | ----------------- | --------------- | ------------------- |
| Dinamo Batoumi        | 1 - 2           | 2 - 3             | 1 - 1 ap        | Sivasspor           |
| KuPS Kuopio           | 1 - 1           | 5 - 4             | 4 - 3           | FK Astana           |
| FK Sotchi             | 1 - 1           | 3 - 3 (2 - 4 tab) | 2 - 2 ap        | Partizan Belgrade   |
| Śląsk Wrocław         | 2 - 1           | 2 - 5             | 0 - 4           | Hapoël Beer-Sheva   |
| CD Santa Clara        | 2 - 0           | 3 - 0             | 1 - 0           | Olimpija Ljubljana  |
| Újpest FC             | 1 - 2           | 1 - 6             | 0 - 4           | FC Bâle             |
| IF Elfsborg           | 1 - 1           | 5 - 2             | 4 - 1           | FK Velež Mostar     |
| Kolos Kovalivka       | 0 - 0           | 0 - 0 (1 - 3 tab) | 0 - 0ap         | Chakhtior Karagandy |
| FC Paços de Ferreira  | 4 - 0           | 4 - 1             | 0 - 1           | Larne FC            |
| FC Lucerne            | 0 - 3           | 0 - 6             | 0 - 3           | Feyenoord Rotterdam |
| KAA La Gantoise       | 2 - 2           | 3 - 2             | 1 - 0           | FK RFS              |
| Hibernian FC          | 1 - 1           | 2 - 5             | 1 - 4           | HNK Rijeka          |
| Breiðablik Kópavogur  | 2 - 3           | 3 - 5             | 1 - 2           | Aberdeen FC         |
| Trabzonspor           | 3 - 3           | 4 - 4 (4 - 3 tab) | 1 - 1ap         | Molde FK            |
| Bohemian FC           | 2 - 1           | 2 - 3             | 0 - 2           | PAOK Salonique      |
| The New Saints        | 4 - 2           | 5 - 5 (1 - 4 tab) | 1 - 3 ap        | Viktoria Plzeň      |
| Raków Częstochowa     | 0 - 0           | 1 - 0             | 1 - 0 ap        | Rubin Kazan         |
| Lokomotiv Plovdiv     | 1 - 1           | 3 - 5             | 2 - 4           | FC Copenhague       |
| FK Čukarički          | 3 - 1           | 4 - 6             | 1 - 5           | Hammarby IF         |
| Tobol Kostanaï        | 0 - 1           | 0 - 6             | 0 - 5           | MŠK Žilina          |
| CSKA Sofia            | 4 - 2           | 5 - 3             | 1 - 1           | NK Osijek           |
| FK Vojvodina Novi Sad | 0 - 1           | 1 - 7             | 1 - 6           | LASK                |
| AEL Limassol          | 1 - 1           | 1 - 2             | 0 - 1           | Qarabağ FK          |
| Spartak Trnava        | 0 - 0           | 0 - 1             | 0 - 1           | Maccabi Tel-Aviv    |
| Rosenborg BK          | 6 - 1           | 8 - 2             | 2 - 1           | NK Domžale          |
| KF Laç                | 0 - 3           | 1 - 5             | 1 - 2           | RSC Anderlecht      |
| Vitesse Arnhem        | 2 - 2           | 4 - 3             | 2 - 1           | Dundalk FC          |
| Voie des Champions    |                 |                   |                 |                     |
| Maccabi Haïfa         | 7 - 2           | 7 - 3             | 0 - 1           | HB Tórshavn         |
| Linfield FC           | 1 - 2           | 2 - 4             | 1 - 2           | Fola Esch           |
| Shamrock Rovers       | 1 - 0           | 3 - 0             | 2 - 0           | KF Teuta Durrës     |
| Riga FC               | 0 - 1           | 4 - 2             | 4 - 1ap         | Hibernians FC       |
| FC Pristina           | 2 - 1           | 2 - 3             | 0 - 2           | FK Bodø/Glimt       |

### Barrages
Le tirage au sort des barrages a lieu le 2 août 2021 à Nyon. La voie des Champions voit s'affronter les cinq vainqueurs de la voie des Champions du troisième tour de qualification ainsi que les cinq perdants de la voie des Champions du troisième tour de qualification de la Ligue Europa. La voie principale voit l'entrée de quatre équipes provenant des associations classées entre la 2e et la 5e place au classement UEFA, auxquels s'ajoutent les 27 vainqueurs de la voie principale du troisième tour et les trois perdants du troisième tour de qualification de la Ligue Europa. Les vainqueurs de ce tour se qualifient pour la phase de groupes de la Ligue Europa Conférence.
Les matchs aller ont lieu le 19 août tandis que les matchs retour se déroulent le 26 août.
| Voie principale                                                            | Voie principale                                                            | Voie principale                                                            | Voie principale                                                                            | Voie principale                                                                            | Voie principale                                                                            |
| Groupe 1                                                                   | Groupe 1                                                                   | Groupe 1                                                                   | Groupe 1                                                                                   | Groupe 1                                                                                   | Groupe 1                                                                                   |
| Têtes de série                                                             | Têtes de série                                                             | Têtes de série                                                             | Non têtes de série                                                                         | Non têtes de série                                                                         | Non têtes de série                                                                         |
| -------------------------------------------------------------------------- | -------------------------------------------------------------------------- | -------------------------------------------------------------------------- | ------------------------------------------------------------------------------------------ | ------------------------------------------------------------------------------------------ | ------------------------------------------------------------------------------------------ |
| 1                                                                          | FC Bâle †                                                                  | 49.000                                                                     | 5                                                                                          | CSKA Sofia†                                                                                | 8.000                                                                                      |
| 2                                                                          | Qarabağ FK †                                                               | 21.000                                                                     | 6                                                                                          | FC Paços de Ferreira †                                                                     | 9.709                                                                                      |
| 3                                                                          | Viktoria Plzeň †                                                           | 33.500                                                                     | 7                                                                                          | Aberdeen FC †                                                                              | 7.500                                                                                      |
| 4                                                                          | Tottenham Hotspur                                                          | 88.000                                                                     | 8                                                                                          | Hammarby IF †                                                                              | 5.350                                                                                      |
| Groupe 2                                                                   |                                                                            |                                                                            |                                                                                            |                                                                                            |                                                                                            |
| Têtes de série                                                             | Têtes de série                                                             | Têtes de série                                                             | Non têtes de série                                                                         | Non têtes de série                                                                         | Non têtes de série                                                                         |
| 1                                                                          | RSC Anderlecht †                                                           | 25.000                                                                     | 5                                                                                          | St Johnstone FC *                                                                          | 17.000                                                                                     |
| 2                                                                          | Stade rennais FC                                                           | 19.000                                                                     | 6                                                                                          | Chakhtior Karagandy †                                                                      | 6.620                                                                                      |
| 3                                                                          | LASK †                                                                     | 21.000                                                                     | 7                                                                                          | Rosenborg BK †                                                                             | 14.000                                                                                     |
| 4                                                                          | Maccabi Tel-Aviv †                                                         | 20.500                                                                     | 8                                                                                          | Vitesse Arnhem †                                                                           | 10.500                                                                                     |
| Groupe 3                                                                   |                                                                            |                                                                            |                                                                                            |                                                                                            |                                                                                            |
| Têtes de série                                                             | Têtes de série                                                             | Têtes de série                                                             | Non têtes de série                                                                         | Non têtes de série                                                                         | Non têtes de série                                                                         |
| 1                                                                          | KuPS Kuopio †                                                              | 22.500                                                                     | 5                                                                                          | IF Elfsborg †                                                                              | 4.100                                                                                      |
| 2                                                                          | PAOK Salonique †                                                           | 20.000                                                                     | 6                                                                                          | Raków Częstochowa †                                                                        | 7.676                                                                                      |
| 3                                                                          | Feyenoord Rotterdam †                                                      | 21.000                                                                     | 7                                                                                          | HNK Rijeka †                                                                               | 13.500                                                                                     |
| 4                                                                          | KAA La Gantoise†                                                           | 26.500                                                                     | 8                                                                                          | Union Berlin                                                                               | 14.714                                                                                     |
| Groupe 4                                                                   |                                                                            |                                                                            |                                                                                            |                                                                                            |                                                                                            |
| Têtes de série                                                             | Têtes de série                                                             | Têtes de série                                                             | Non têtes de série                                                                         | Non têtes de série                                                                         | Non têtes de série                                                                         |
| 1                                                                          | FK Jablonec *                                                              | 34.000                                                                     | 6                                                                                          | Anórthosis Famagouste *                                                                    | 17.000                                                                                     |
| 2                                                                          | Partizan Belgrade†                                                         | 18.000                                                                     | 7                                                                                          | MŠK Žilina†                                                                                | 3.125                                                                                      |
| 3                                                                          | FC Copenhague †                                                            | 43.500                                                                     | 8                                                                                          | CD Santa Clara †                                                                           | 9.709                                                                                      |
| 4                                                                          | AS Rome                                                                    | 90.000                                                                     | 9                                                                                          | Sivasspor†                                                                                 | 6.020                                                                                      |
| 5                                                                          | Hapoël Beer-Sheva †                                                        | 17.500                                                                     | 10                                                                                         | Trabzonspor †                                                                              | 17.000                                                                                     |
| Voie des champions                                                         |                                                                            |                                                                            |                                                                                            |                                                                                            |                                                                                            |
| Têtes de série (repêchés du 3e TQ de la Ligue Europa - voie des champions) | Têtes de série (repêchés du 3e TQ de la Ligue Europa - voie des champions) | Têtes de série (repêchés du 3e TQ de la Ligue Europa - voie des champions) | Non têtes de série (qualifiés du 3e TQ de la Ligue Europa Conférence - voie des champions) | Non têtes de série (qualifiés du 3e TQ de la Ligue Europa Conférence - voie des champions) | Non têtes de série (qualifiés du 3e TQ de la Ligue Europa Conférence - voie des champions) |
| Flora Tallinn                                                              | Flora Tallinn                                                              | Flora Tallinn                                                              | Maccabi Haïfa                                                                              | Maccabi Haïfa                                                                              | Maccabi Haïfa                                                                              |
| Žalgiris Vilnius                                                           | Žalgiris Vilnius                                                           | Žalgiris Vilnius                                                           | Fola Esch                                                                                  | Fola Esch                                                                                  | Fola Esch                                                                                  |
| Kaïrat Almaty                                                              | Kaïrat Almaty                                                              | Kaïrat Almaty                                                              | Shamrock Rovers                                                                            | Shamrock Rovers                                                                            | Shamrock Rovers                                                                            |
| Lincoln Red Imps                                                           | Lincoln Red Imps                                                           | Lincoln Red Imps                                                           | Riga FC                                                                                    | Riga FC                                                                                    | Riga FC                                                                                    |
| Neftchi Bakou                                                              | Neftchi Bakou                                                              | Neftchi Bakou                                                              | FK Bodø/Glimt                                                                              | FK Bodø/Glimt                                                                              | FK Bodø/Glimt                                                                              |

† : Équipes du troisième tour de la voie principale dont l'identité n'est pas connue au moment du tirage au sort. Les équipes en italique affrontent une équipe avec un coefficient plus important au tour précédent et bénéficient de son coefficient UEFA au moment du tirage.
* : Équipes provenant du troisième tour de la voie principale de la Ligue Europa. Les équipes en italique affrontent une équipe avec un coefficient plus important au tour précédent et bénéficient de son coefficient UEFA au moment du tirage.
| Équipe               | Aller           | Total             | Retour          | Équipe                |
| Voie principale      | Voie principale | Voie principale   | Voie principale | Voie principale       |
| -------------------- | --------------- | ----------------- | --------------- | --------------------- |
| Qarabağ FK           | 1 - 0           | 4 - 1             | 3 - 1           | Aberdeen FC           |
| FC Bâle              | 3 - 1           | 4 - 4 (4 - 3 tab) | 1 - 3 ap        | Hammarby IF           |
| Viktoria Plzeň       | 2 - 0           | 2 - 3             | 0 - 3 a. p.     | CSKA Sofia            |
| FC Paços de Ferreira | 1 - 0           | 1 - 3             | 0 - 3           | Tottenham Hotspur     |
| Stade rennais FC     | 2 - 0           | 5 - 1             | 3 - 1           | Rosenborg BK          |
| RSC Anderlecht       | 3 - 3           | 4 - 5             | 1 - 2           | Vitesse Arnhem        |
| LASK                 | 1 - 1           | 3 - 1             | 2 - 0           | St Johnstone FC       |
| Chakhtior Karagandy  | 1 - 2           | 1 - 4             | 0 - 2           | Maccabi Tel-Aviv      |
| PAOK Salonique       | 1 - 1           | 3 - 1             | 2 - 0           | HNK Rijeka            |
| KuPS Kuopio          | 0 - 4           | 0 - 4             | 0 - 0           | Union Berlin          |
| Feyenoord Rotterdam  | 5 - 0           | 6 - 3             | 1 - 3           | IF Elfsborg           |
| Raków Częstochowa    | 1 - 0           | 1 - 3             | 0 - 3           | KAA La Gantoise       |
| Sivasspor            | 1 - 2           | 1 - 7             | 0 - 5           | FC Copenhague         |
| CD Santa Clara       | 2 - 1           | 2 - 3             | 0 - 2           | Partizan Belgrade     |
| Trabzonspor          | 1 - 2           | 1 - 5             | 0 - 3           | AS Rome               |
| Hapoël Beer-Sheva    | 0 - 0           | 1 - 3             | 1 - 3           | Anórthosis Famagouste |
| FK Jablonec          | 5 - 1           | 8 - 1             | 3 - 0           | MŠK Žilina            |
| Voie des Champions   |                 |                   |                 |                       |
| Žalgiris Vilnius     | 2 - 2           | 2 - 3             | 0 - 1           | FK Bodø/Glimt         |
| Neftchi Bakou        | 3 - 3           | 3 - 7             | 0 - 4           | Maccabi Haïfa         |
| Flora Tallinn        | 4 - 2           | 5 - 2             | 1 - 0           | Shamrock Rovers       |
| Riga FC              | 1 - 1           | 2 - 4             | 1 - 3 a. p.     | Lincoln Red Imps      |
| Fola Esch            | 1 - 4           | 2 - 7             | 1 - 3           | Kaïrat Almaty         |

## Phase de groupes

### Format et tirage au sort
Le tirage au sort de la phase de groupes a lieu le 27 août 2021 à Istanbul. Les trente-deux équipes participantes (22 vainqueurs des barrages et 10 équipes éliminées des barrages de la Ligue Europa) sont divisées en quatre chapeaux de huit équipes réparties en fonction de leur coefficient UEFA en 2021.

Celles-ci seront réparties en huit groupes de quatre équipes, avec comme restriction l'impossibilité pour deux équipes d'une même association de se rencontrer dans un groupe, ainsi que l'impossibilité pour les équipes arméniennes et azerbaïdjanaises d'être tirées dans un même groupe en raison de la situation politique entre les deux pays.
| Chapeau 1          | Chapeau 1 | Chapeau 2           | Chapeau 2 | Chapeau 3         | Chapeau 3 | Chapeau 4               | Chapeau 4 |
| ------------------ | --------- | ------------------- | --------- | ----------------- | --------- | ----------------------- | --------- |
| AS Rome            | 90.000    | Feyenoord Rotterdam | 21.000    | Union Berlin      | 14.714    | Lincoln Red Imps Ch     | 5.750     |
| Tottenham Hotspur  | 88.000    | Qarabağ FK          | 21.000    | CSKA Sofia C      | 8.000     | Randers FC C            | 5.575     |
| FC Bâle            | 49.000    | Maccabi Tel-Aviv C  | 20.500    | Vitesse Arnhem    | 7.840     | Omónia Nicosie Ch       | 5.550     |
| Slavia Prague Ch C | 43.500    | PAOK Salonique C    | 20.000    | Slovan Bratislava | 7.500     | Anórthosis Famagouste C | 5.550     |
| FC Copenhague      | 43.500    | Stade rennais FC    | 19.000    | FK Jablonec       | 7.000     | HJK Helsinki Ch         | 5.500     |
| KAA La Gantoise    | 26.500    | Partizan Belgrade   | 18.000    | Alashkert FC Ch   | 6.500     | Maccabi Haïfa Ch        | 4.875     |
| AZ Alkmaar         | 21.500    | CFR Cluj Ch         | 16.500    | Flora Tallinn Ch  | 6.250     | FK Bodø/Glimt Ch        | 4.200     |
| LASK               | 21.000    | Zorya Louhansk      | 15.000    | Kaïrat Almaty Ch  | 6.000     | NŠ Mura Ch              | 3.000     |

C : Vainqueur de la coupe nationale
 Ch : Champion national
- Qualifié pour les huitièmes de finale
- Qualifié pour les barrages de la phase à élimination directe

### Matchs et classements
Légende des classements
- Qualifié pour les huitièmes de finale
- Qualifié pour les barrages de la phase à élimination directe

Légende des résultats
- Victoire à domicile
- Match nul
- Victoire à l'extérieur

Les jours de match sont les 16 et 30 septembre, le 21 octobre, les 4 et 25 novembre et le 9 décembre 2021.

#### Critères de départage
Selon l'article 16.01 du règlement de la compétition, en cas d’égalité de points de plusieurs équipes à l'issue des matches de groupe, les critères suivants sont appliqués dans l'ordre indiqué pour établir leur classement :
1. plus grand nombre de points obtenus dans les matches de groupe disputés entre les équipes concernées ;
2. meilleure différence de buts dans les matches du groupe disputés entre les équipes concernées ;
3. plus grand nombre de buts marqués dans les matches du groupe disputés entre les équipes concernées ;
4. si, après l’application des critères 1 à 4, plusieurs équipes sont toujours à égalité, les critères 1 à 3 sont à nouveau appliqués exclusivement aux matches entre les équipes concernées afin de déterminer leur classement final. Si cette procédure ne donne pas de résultat, les critères 5 à 11 s’appliquent ;
5. meilleure différence de buts dans tous les matches du groupe ;
6. plus grand nombre de buts marqués dans tous les matches du groupe ;
7. plus grand nombre de buts marqués à l’extérieur dans tous les matches du groupe ;
8. plus grand nombre de victoires dans tous les matches du groupe ;
9. plus grand nombre de victoires à l'extérieur dans tous les matches du groupe ;
10. total le plus faible de points disciplinaires sur la base uniquement des cartons jaunes et des cartons rouges reçus durant tous les matches du groupe (carton rouge = 3 points, carton jaune = 1 point, expulsion pour deux cartons jaunes au cours d'un match = 3 points) ;
11. meilleur coefficient de club.

#### Groupe A
| Rang | Équipe           | Pts | J | G | N | P | Bp | Bc | Diff |  | Résultats (▼ dom., ► ext.) |     |     |     |     |
| ---- | ---------------- | --- | - | - | - | - | -- | -- | ---- |  | -------------------------- | --- | --- | --- | --- |
| 1    | LASK             | 16  | 6 | 5 | 1 | 0 | 12 | 1  | +11  |  | LASK                       |     | 1-1 | 3-0 | 2-0 |
| 2    | Maccabi Tel-Aviv | 11  | 6 | 3 | 2 | 1 | 14 | 4  | +10  |  | Maccabi Tel-Aviv           | 0-1 |     | 3-0 | 4-1 |
| 3    | HJK Helsinki     | 6   | 6 | 2 | 0 | 4 | 5  | 15 | -10  |  | HJK Helsinki               | 0-2 | 0-5 |     | 1-0 |
| 4    | Alashkert FC     | 1   | 6 | 0 | 1 | 5 | 4  | 15 | -11  |  | Alashkert FC               | 0-3 | 1-1 | 2-4 |     |

#### Groupe B
| Rang | Équipe                | Pts | J | G | N | P | Bp | Bc | Diff |  | Résultats (▼ dom., ► ext.) |     |     |     |     |
| ---- | --------------------- | --- | - | - | - | - | -- | -- | ---- |  | -------------------------- | --- | --- | --- | --- |
| 1    | KAA La Gantoise       | 13  | 6 | 4 | 1 | 1 | 6  | 2  | +4   |  | KAA La Gantoise            |     | 1-1 | 2-0 | 1-0 |
| 2    | Partizan Belgrade     | 8   | 6 | 2 | 2 | 2 | 6  | 4  | +2   |  | Partizan Belgrade          | 0-1 |     | 1-1 | 2-0 |
| 3    | Anórthosis Famagouste | 6   | 6 | 1 | 3 | 2 | 6  | 9  | -3   |  | Anórthosis Famagouste      | 1-0 | 0-2 |     | 2-2 |
| 4    | Flora Tallinn         | 5   | 6 | 1 | 2 | 3 | 5  | 8  | -3   |  | Flora Tallinn              | 0-1 | 1-0 | 2-2 |     |

#### Groupe C
| Rang | Équipe         | Pts | J | G | N | P | Bp | Bc | Diff |  | Résultats (▼ dom., ► ext.) |     |     |     |     |
| ---- | -------------- | --- | - | - | - | - | -- | -- | ---- |  | -------------------------- | --- | --- | --- | --- |
| 1    | AS Rome        | 13  | 6 | 4 | 1 | 1 | 18 | 11 | +7   |  | AS Rome                    |     | 2-2 | 4-0 | 5-1 |
| 2    | FK Bodø/Glimt  | 12  | 6 | 3 | 3 | 0 | 14 | 5  | +9   |  | FK Bodø/Glimt              | 6-1 |     | 3-1 | 2-0 |
| 3    | Zorya Louhansk | 7   | 6 | 2 | 1 | 3 | 5  | 11 | -6   |  | Zorya Louhansk             | 0-3 | 1-1 |     | 2-0 |
| 4    | CSKA Sofia     | 1   | 6 | 0 | 1 | 5 | 3  | 13 | -10  |  | CSKA Sofia                 | 2-3 | 0-0 | 0-1 |     |

#### Groupe D
| Rang | Équipe      | Pts | J | G | N | P | Bp | Bc | Diff |  | Résultats (▼ dom., ► ext.) |     |     |     |     |
| ---- | ----------- | --- | - | - | - | - | -- | -- | ---- |  | -------------------------- | --- | --- | --- | --- |
| 1    | AZ Alkmaar  | 14  | 6 | 4 | 2 | 0 | 8  | 3  | +5   |  | AZ Alkmaar                 |     | 1-0 | 1-0 | 2-0 |
| 2    | Randers FC  | 7   | 6 | 1 | 4 | 1 | 9  | 9  | 0    |  | Randers FC                 | 2-2 |     | 2-2 | 2-1 |
| 3    | FK Jablonec | 6   | 6 | 1 | 3 | 2 | 6  | 8  | -2   |  | FK Jablonec                | 1-1 | 2-2 |     | 1-0 |
| 4    | CFR Cluj    | 4   | 6 | 1 | 1 | 4 | 4  | 7  | -3   |  | CFR Cluj                   | 0-1 | 1-1 | 2-0 |     |

#### Groupe E
| Rang | Équipe              | Pts | J | G | N | P | Bp | Bc | Diff |  | Résultats (▼ dom., ► ext.) |     |     |     |     |
| ---- | ------------------- | --- | - | - | - | - | -- | -- | ---- |  | -------------------------- | --- | --- | --- | --- |
| 1    | Feyenoord Rotterdam | 14  | 6 | 4 | 2 | 0 | 11 | 6  | +5   |  | Feyenoord Rotterdam        |     | 2-1 | 3-1 | 2-1 |
| 2    | Slavia Prague       | 8   | 6 | 2 | 2 | 2 | 8  | 7  | +1   |  | Slavia Prague              | 2-2 |     | 3-1 | 1-0 |
| 3    | Union Berlin        | 7   | 6 | 2 | 1 | 3 | 8  | 9  | -1   |  | Union Berlin               | 1-2 | 1-1 |     | 3-0 |
| 4    | Maccabi Haïfa       | 4   | 6 | 1 | 1 | 4 | 2  | 7  | -5   |  | Maccabi Haïfa              | 0-0 | 1-0 | 0-1 |     |

#### Groupe F
| Rang | Équipe            | Pts | J | G | N | P | Bp | Bc | Diff |  | Résultats (▼ dom., ► ext.) |     |     |     |     |
| ---- | ----------------- | --- | - | - | - | - | -- | -- | ---- |  | -------------------------- | --- | --- | --- | --- |
| 1    | FC Copenhague     | 15  | 6 | 5 | 0 | 1 | 15 | 5  | +10  |  | FC Copenhague              |     | 1-2 | 2-0 | 3-1 |
| 2    | PAOK Salonique    | 11  | 6 | 3 | 2 | 1 | 7  | 4  | +3   |  | PAOK Salonique             | 1-2 |     | 1-1 | 2-0 |
| 3    | Slovan Bratislava | 8   | 6 | 2 | 2 | 2 | 8  | 7  | +1   |  | Slovan Bratislava          | 1-3 | 0-0 |     | 2-0 |
| 4    | Lincoln Red Imps  | 0   | 6 | 0 | 0 | 6 | 2  | 16 | -14  |  | Lincoln Red Imps           | 1-4 | 0-2 | 0-4 |     |

#### Groupe G
| Rang | Équipe            | Pts | J | G | N | P | Bp | Bc | Diff |  | Résultats (▼ dom., ► ext.) |     |     |     |     |
| ---- | ----------------- | --- | - | - | - | - | -- | -- | ---- |  | -------------------------- | --- | --- | --- | --- |
| 1    | Stade rennais FC  | 14  | 6 | 4 | 2 | 0 | 13 | 7  | +6   |  | Stade rennais FC           |     | 3-3 | 2-2 | 1-0 |
| 2    | Vitesse Arnhem    | 10  | 6 | 3 | 1 | 2 | 12 | 9  | +3   |  | Vitesse Arnhem             | 1-2 |     | 1-0 | 3-1 |
| 3    | Tottenham Hotspur | 7   | 6 | 2 | 1 | 3 | 11 | 11 | 0    |  | Tottenham Hotspur          | 0-3 | 3-2 |     | 5-1 |
| 4    | NŠ Mura           | 3   | 6 | 1 | 0 | 5 | 5  | 14 | -9   |  | NŠ Mura                    | 1-2 | 0-2 | 2-1 |     |

La rencontre de la sixième journée entre Tottenham Hotspur et le Stade rennais, prévue le 9 décembre 2021, est dans un premier temps reportée en raison de trop nombreux cas de Covid-19 du côté des Spurs. Le 20 décembre 2021, en l'absence de dates de repli, l'UEFA confirme la défaite (par forfait) des Anglais sur tapis vert. Les Rennais se voient de ce fait attribuer la victoire sur le score de 3-0.

#### Groupe H
| Rang | Équipe         | Pts | J | G | N | P | Bp | Bc | Diff |  | Résultats (▼ dom., ► ext.) |     |     |     |     |
| ---- | -------------- | --- | - | - | - | - | -- | -- | ---- |  | -------------------------- | --- | --- | --- | --- |
| 1    | FC Bâle        | 14  | 6 | 4 | 2 | 0 | 14 | 6  | +8   |  | FC Bâle                    |     | 3-0 | 3-1 | 4-2 |
| 2    | Qarabağ FK     | 11  | 6 | 3 | 2 | 1 | 10 | 8  | +2   |  | Qarabağ FK                 | 0-0 |     | 2-2 | 2-1 |
| 3    | Omónia Nicosie | 4   | 6 | 0 | 4 | 2 | 5  | 10 | -5   |  | Omónia Nicosie             | 1-1 | 1-4 |     | 0-0 |
| 4    | Kaïrat Almaty  | 2   | 6 | 0 | 2 | 4 | 6  | 11 | -5   |  | Kaïrat Almaty              | 2-3 | 1-2 | 0-0 |     |

## Phase finale

### Barrages de la phase à élimination directe
Les deuxièmes de la phase de groupes de la Ligue Europa Conférence, rejoints par les huit équipes ayant terminé troisièmes de leur groupe en Ligue Europa, participent aux barrages pour la phase finale de la Ligue Europa Conférence. Les huit premiers de la phase de groupes de la Ligue Europa Conférence, quant à eux, commencent leur phase finale par les huitièmes de finale.
Deux équipes d'une même association nationale ne peuvent pas se rencontrer en barrage. Le tirage au sort a lieu le 13 décembre 2021 à Nyon. Les deuxièmes de groupe, têtes de série, jouent leur match retour à domicile.
| Groupe | 2e de groupe (tête de série) | 3e de groupe de Ligue Europa (non-tête de série) |
| ------ | ---------------------------- | ------------------------------------------------ |
| A      | Maccabi Tel-Aviv             | Sparta Prague                                    |
| B      | Partizan Belgrade            | PSV Eindhoven                                    |
| C      | FK Bodø/Glimt                | Leicester City                                   |
| D      | Randers FC                   | Fenerbahçe SK                                    |
| E      | Slavia Prague                | Olympique de Marseille                           |
| F      | PAOK Salonique               | FC Midtjylland                                   |
| G      | Vitesse Arnhem               | Celtic FC                                        |
| H      | Qarabağ FK                   | Rapid Vienne                                     |

Les matchs aller se jouent le 17 février tandis que les matchs retour se déroulent le 24 février 2022.
| Équipe                 | Aller | Total             | Retour   | Équipe            |
| ---------------------- | ----- | ----------------- | -------- | ----------------- |
| Olympique de Marseille | 3 - 1 | 6 - 1             | 3 - 0    | Qarabağ FK        |
| PSV Eindhoven          | 1 - 0 | 2 - 1             | 1 - 1    | Maccabi Tel-Aviv  |
| Fenerbahçe SK          | 2 - 3 | 4 - 6             | 2 - 3    | Slavia Prague     |
| FC Midtjylland         | 1 - 0 | 2 - 2 (3 - 5 tab) | 1 - 2 ap | PAOK Salonique    |
| Leicester City         | 4 - 1 | 7 - 2             | 3 - 1    | Randers FC        |
| Celtic FC              | 1 - 3 | 1 - 5             | 0 - 2    | FK Bodø/Glimt     |
| Sparta Prague          | 0 - 1 | 1 - 3             | 1 - 2    | Partizan Belgrade |
| Rapid Vienne           | 2 - 1 | 2 - 3             | 0 - 2    | Vitesse Arnhem    |

### Huitièmes de finale
Les vainqueurs de la phase de groupes de la Ligue Europa Conférence, rejoints par les huit équipes vainqueurs des barrages de la phase à élimination directe, participent aux huitièmes de finale de la Ligue Europa Conférence.
Deux équipes d'une même association nationale ne peuvent pas se rencontrer en huitièmes de finale. Cette restriction est levée ensuite à partir des quarts de finale. Le tirage au sort a lieu le 25 février 2022 à Nyon. Les huitièmes de finale se jouent le 10 mars pour les matchs aller et le 17 mars pour les matchs retour.
| Vainqueur de groupe          | Vainqueur de barrages  |
| ---------------------------- | ---------------------- |
| LASK (Grp. A)                | Olympique de Marseille |
| KAA La Gantoise (Grp. B)     | PSV Eindhoven          |
| AS Rome (Grp. C)             | Slavia Prague          |
| AZ Alkmaar (Grp. D)          | PAOK Salonique         |
| Feyenoord Rotterdam (Grp. E) | Leicester City         |
| FC Copenhague (Grp. F)       | FK Bodø/Glimt          |
| Stade rennais FC (Grp. G)    | Partizan Belgrade      |
| FC Bâle (Grp. H)             | Vitesse Arnhem         |

| Équipe                 | Aller | Total | Retour   | Équipe              |
| ---------------------- | ----- | ----- | -------- | ------------------- |
| Olympique de Marseille | 2 - 1 | 4 - 2 | 2 - 1    | FC Bâle             |
| Leicester City         | 2 - 0 | 3 - 2 | 1 - 2    | Stade rennais FC    |
| PAOK Salonique         | 1 - 0 | 3 - 1 | 2 - 1    | KAA La Gantoise     |
| Vitesse Arnhem         | 0 - 1 | 1 - 2 | 1 - 1    | AS Rome             |
| PSV Eindhoven          | 4 - 4 | 8 - 4 | 4 - 0    | FC Copenhague       |
| Slavia Prague          | 4 - 1 | 7 - 5 | 3 - 4    | LASK                |
| FK Bodø/Glimt          | 2 - 1 | 4 - 3 | 2 - 2 ap | AZ Alkmaar          |
| Partizan Belgrade      | 2 - 5 | 3 - 8 | 1 - 3    | Feyenoord Rotterdam |

### Quarts de finale
Le tirage au sort des quarts de finale, demi-finales et finale a lieu le 18 mars 2022 à Nyon. Les quarts de finale se jouent le 7 avril pour les matchs aller, et le 14 avril pour les matchs retour.
| Équipe                 | Aller | Total | Retour | Équipe         |
| ---------------------- | ----- | ----- | ------ | -------------- |
| FK Bodø/Glimt          | 2 - 1 | 2 - 5 | 0 - 4  | AS Rome        |
| Feyenoord Rotterdam    | 3 - 3 | 6 - 4 | 3 - 1  | Slavia Prague  |
| Olympique de Marseille | 2 - 1 | 3 - 1 | 1 - 0  | PAOK Salonique |
| Leicester City         | 0 - 0 | 2 - 1 | 2 - 1  | PSV Eindhoven  |

### Demi-finales
Les matchs aller se déroulent le 28 avril, et les matchs retour le 5 mai.
| Équipe              | Aller | Total | Retour | Équipe                 |
| ------------------- | ----- | ----- | ------ | ---------------------- |
| Leicester City      | 1 - 1 | 1 - 2 | 0 - 1  | AS Rome                |
| Feyenoord Rotterdam | 3 - 2 | 3 - 2 | 0 - 0  | Olympique de Marseille |

### Finale
La finale se déroule le 25 mai 2022 à l'Arena Kombëtare de Tirana en Albanie.
| Équipe 1 | Score | Équipe 2            |
| -------- | ----- | ------------------- |
| AS Rome  | 1 - 0 | Feyenoord Rotterdam |

### Tableau final
|  | Huitièmes de finale    | Huitièmes de finale    | Huitièmes de finale    | Huitièmes de finale    |                        |                        | Quarts de finale | Quarts de finale | Quarts de finale | Quarts de finale |  |  | Demi-finales | Demi-finales | Demi-finales | Demi-finales |  |  | Finale                                | Finale | Finale | Finale |
|  |                        |                        |                        |                        |                        |                        |                  |                  |                  |                  |  |  |              |              |              |              |  |  |                                       |        |        |        |
|  |                        |                        |                        |                        |                        |                        |                  |                  |                  |                  |  |  |              |              |              |              |  |  | 25 mai 2022 - Arena Kombëtare, Tirana |        |        |        |
|  | Leicester City         | Leicester City         | 2                      | 1                      |                        |                        |                  |                  |                  |                  |  |  |              |              |              |              |  |  |                                       |        |        |        |
|  | Leicester City         | Leicester City         | 2                      | 1                      |                        |                        |                  |                  |                  |                  |  |  |              |              |              |              |  |  |                                       |        |        |        |
|  | Stade rennais FC       | Stade rennais FC       | 0                      | 2                      |                        |                        |                  |                  |                  |                  |  |  |              |              |              |              |  |  |                                       |        |        |        |
|  | Stade rennais FC       | Stade rennais FC       | 0                      | 2                      | Leicester City         | Leicester City         | 0                | 2                |                  |                  |  |  |              |              |              |              |  |  |                                       |        |        |        |
|  |                        |                        |                        |                        | Leicester City         | Leicester City         | 0                | 2                |                  |                  |  |  |              |              |              |              |  |  |                                       |        |        |        |
|  |                        |                        | PSV Eindhoven          | PSV Eindhoven          | 0                      | 1                      |                  |                  |                  |                  |  |  |              |              |              |              |  |  |                                       |        |        |        |
|  | PSV Eindhoven          | PSV Eindhoven          | PSV Eindhoven          | PSV Eindhoven          | 0                      | 1                      | 4                | 4                |                  |                  |  |  |              |              |              |              |  |  |                                       |        |        |        |
|  | PSV Eindhoven          | PSV Eindhoven          |                        |                        |                        |                        |                  | 4                |                  |                  |  |  |              |              |              |              |  |  |                                       |        |        |        |
|  | FC Copenhague          | FC Copenhague          | 4                      | 0                      |                        |                        |                  |                  |                  |                  |  |  |              |              |              |              |  |  |                                       |        |        |        |
|  | FC Copenhague          | FC Copenhague          | 4                      | 0                      | Leicester City         | Leicester City         | 1                | 0                |                  |                  |  |  |              |              |              |              |  |  |                                       |        |        |        |
|  |                        |                        |                        |                        | Leicester City         | Leicester City         | 1                | 0                |                  |                  |  |  |              |              |              |              |  |  |                                       |        |        |        |
|  |                        |                        | AS Rome                | AS Rome                | 1                      | 1                      |                  |                  |                  |                  |  |  |              |              |              |              |  |  |                                       |        |        |        |
|  | FK Bodø/Glimt          | FK Bodø/Glimt          | AS Rome                | AS Rome                | 1                      | 1                      | 2                | 2ap              |                  |                  |  |  |              |              |              |              |  |  |                                       |        |        |        |
|  | FK Bodø/Glimt          | FK Bodø/Glimt          |                        |                        |                        |                        |                  | 2ap              |                  |                  |  |  |              |              |              |              |  |  |                                       |        |        |        |
|  | AZ Alkmaar             | AZ Alkmaar             | 1                      | 2                      |                        |                        |                  |                  |                  |                  |  |  |              |              |              |              |  |  |                                       |        |        |        |
|  | AZ Alkmaar             | AZ Alkmaar             | 1                      | 2                      | FK Bodø/Glimt          | FK Bodø/Glimt          | 2                | 0                |                  |                  |  |  |              |              |              |              |  |  |                                       |        |        |        |
|  |                        |                        |                        |                        | FK Bodø/Glimt          | FK Bodø/Glimt          | 2                | 0                |                  |                  |  |  |              |              |              |              |  |  |                                       |        |        |        |
|  |                        |                        | AS Rome                | AS Rome                | 1                      | 4                      |                  |                  |                  |                  |  |  |              |              |              |              |  |  |                                       |        |        |        |
|  | Vitesse Arnhem         | Vitesse Arnhem         | AS Rome                | AS Rome                | 1                      | 4                      | 0                | 1                |                  |                  |  |  |              |              |              |              |  |  |                                       |        |        |        |
|  | Vitesse Arnhem         | Vitesse Arnhem         |                        |                        |                        |                        |                  | 1                |                  |                  |  |  |              |              |              |              |  |  |                                       |        |        |        |
|  | AS Rome                | AS Rome                | 1                      | 1                      |                        |                        |                  |                  |                  |                  |  |  |              |              |              |              |  |  |                                       |        |        |        |
|  | AS Rome                | AS Rome                | 1                      | 1                      | AS Rome                | AS Rome                | 1                | 1                |                  |                  |  |  |              |              |              |              |  |  |                                       |        |        |        |
|  |                        |                        |                        |                        | AS Rome                | AS Rome                | 1                | 1                |                  |                  |  |  |              |              |              |              |  |  |                                       |        |        |        |
|  |                        |                        | Feyenoord Rotterdam    | Feyenoord Rotterdam    | 0                      | 0                      |                  |                  |                  |                  |  |  |              |              |              |              |  |  |                                       |        |        |        |
|  | Partizan Belgrade      | Partizan Belgrade      | Feyenoord Rotterdam    | Feyenoord Rotterdam    | 0                      | 0                      | 2                | 1                |                  |                  |  |  |              |              |              |              |  |  |                                       |        |        |        |
|  | Partizan Belgrade      | Partizan Belgrade      |                        |                        |                        |                        |                  | 1                |                  |                  |  |  |              |              |              |              |  |  |                                       |        |        |        |
|  | Feyenoord Rotterdam    | Feyenoord Rotterdam    | 5                      | 3                      |                        |                        |                  |                  |                  |                  |  |  |              |              |              |              |  |  |                                       |        |        |        |
|  | Feyenoord Rotterdam    | Feyenoord Rotterdam    | 5                      | 3                      | Feyenoord Rotterdam    | Feyenoord Rotterdam    | 3                | 3                |                  |                  |  |  |              |              |              |              |  |  |                                       |        |        |        |
|  |                        |                        |                        |                        | Feyenoord Rotterdam    | Feyenoord Rotterdam    | 3                | 3                |                  |                  |  |  |              |              |              |              |  |  |                                       |        |        |        |
|  |                        |                        | Slavia Prague          | Slavia Prague          | 3                      | 1                      |                  |                  |                  |                  |  |  |              |              |              |              |  |  |                                       |        |        |        |
|  | Slavia Prague          | Slavia Prague          | Slavia Prague          | Slavia Prague          | 3                      | 1                      | 4                | 3                |                  |                  |  |  |              |              |              |              |  |  |                                       |        |        |        |
|  | Slavia Prague          | Slavia Prague          |                        |                        |                        |                        |                  | 3                |                  |                  |  |  |              |              |              |              |  |  |                                       |        |        |        |
|  | LASK                   | LASK                   | 1                      | 4                      |                        |                        |                  |                  |                  |                  |  |  |              |              |              |              |  |  |                                       |        |        |        |
|  | LASK                   | LASK                   | 1                      | 4                      | Feyenoord Rotterdam    | Feyenoord Rotterdam    | 3                | 0                |                  |                  |  |  |              |              |              |              |  |  |                                       |        |        |        |
|  |                        |                        |                        |                        | Feyenoord Rotterdam    | Feyenoord Rotterdam    | 3                | 0                |                  |                  |  |  |              |              |              |              |  |  |                                       |        |        |        |
|  |                        |                        | Olympique de Marseille | Olympique de Marseille | 2                      | 0                      |                  |                  |                  |                  |  |  |              |              |              |              |  |  |                                       |        |        |        |
|  | Olympique de Marseille | Olympique de Marseille | Olympique de Marseille | Olympique de Marseille | 2                      | 0                      | 2                | 2                |                  |                  |  |  |              |              |              |              |  |  |                                       |        |        |        |
|  | Olympique de Marseille | Olympique de Marseille |                        |                        |                        |                        |                  | 2                |                  |                  |  |  |              |              |              |              |  |  |                                       |        |        |        |
|  | FC Bâle                | FC Bâle                | 1                      | 1                      |                        |                        |                  |                  |                  |                  |  |  |              |              |              |              |  |  |                                       |        |        |        |
|  | FC Bâle                | FC Bâle                | 1                      | 1                      | Olympique de Marseille | Olympique de Marseille | 2                | 1                |                  |                  |  |  |              |              |              |              |  |  |                                       |        |        |        |
|  |                        |                        |                        |                        | Olympique de Marseille | Olympique de Marseille | 2                | 1                |                  |                  |  |  |              |              |              |              |  |  |                                       |        |        |        |
|  |                        |                        | PAOK Salonique         | PAOK Salonique         | 1                      | 0                      |                  |                  |                  |                  |  |  |              |              |              |              |  |  |                                       |        |        |        |
|  | PAOK Salonique         | PAOK Salonique         | PAOK Salonique         | PAOK Salonique         | 1                      | 0                      | 1                | 2                |                  |                  |  |  |              |              |              |              |  |  |                                       |        |        |        |
|  | PAOK Salonique         | PAOK Salonique         |                        |                        |                        |                        |                  | 2                |                  |                  |  |  |              |              |              |              |  |  |                                       |        |        |        |
|  | KAA La Gantoise        | KAA La Gantoise        | 0                      | 1                      |                        |                        |                  |                  |                  |                  |  |  |              |              |              |              |  |  |                                       |        |        |        |
|  | KAA La Gantoise        | KAA La Gantoise        | 0                      | 1                      |                        |                        |                  |                  |                  |                  |  |  |              |              |              |              |  |  |                                       |        |        |        |
|  |                        |                        |                        |                        |                        |                        |                  |                  |                  |                  |  |  |              |              |              |              |  |  |                                       |        |        |        |

## Statistiques, classements et prix

### Joueurs de la semaine
| Journée                    | Joueur          | Club                   |
| -------------------------- | --------------- | ---------------------- |
| Journée 1                  | Stipe Perica    | Maccabi Tel-Aviv       |
| Journée 2                  | Michael Lang    | FC Bâle                |
| Journée 3                  | Erik Botheim    | FK Bodø/Glimt          |
| Journée 4                  | Keito Nakamura  | LASK Linz              |
| Journée 5                  | Gaëtan Laborde  | Stade rennais FC       |
| Journée 6                  | Arthur Cabral   | FC Bâle                |
| Barrages aller             | Arkadiusz Milik | Olympique de Marseille |
| Barrages retour            | James Maddison  | Leicester FC           |
| Huitièmes de finale aller  | Pep Biel        | FC Copenhague          |
| Huitièmes de finale retour | Eran Zahavi     | PSV Eindhoven          |
| Quarts de finale aller     | Dimitri Payet   | Olympique de Marseille |
| Quarts de finale retour    | Nicolo Zaniolo  | AS Roma                |
| Demi-finales aller         | Cyriel Dessers  | Feyenoord Rotterdam    |
| Demi-finales retour        | Tammy Abraham   | AS Roma                |
| Finale                     | Chris Smalling  | AS Roma                |

### Équipe de la saison
| Poste      | Joueurs               | Club                   |
| ---------- | --------------------- | ---------------------- |
| Gardien    | Rui Patrício          | AS Roma                |
| Défenseurs | Tyrell Malacia        | Feyenoord Rotterdam    |
| Défenseurs | Gernot Trauner        | Feyenoord Rotterdam    |
| Défenseurs | Chris Smalling        | AS Roma                |
| Défenseurs | Lutsharel Geertruida  | Feyenoord Rotterdam    |
| Milieux    | Luis Sinisterra       | Feyenoord Rotterdam    |
| Milieux    | Kiernan Dewsbury-Hall | Leicester City FC      |
| Milieux    | Dimitri Payet         | Olympique de Marseille |
| Milieux    | Lorenzo Pellegrini    | AS Roma                |
| Attaquants | Cyriel Dessers        | Feyenoord Rotterdam    |
| Attaquants | Tammy Abraham         | AS Roma                |

| Club                                     | Nombre de joueurs |
| ---------------------------------------- | ----------------- |
| Feyenoord Rotterdam                      | 5                 |
| AS Roma                                  | 4                 |
| Leicester City FC Olympique de Marseille | 1                 |

### Plus beau but
- Dimitri Payet (Olympique de Marseille), lors du quart de finale aller face au PAOK Salonique le 7 avril 2022 au stade Vélodrome (victoire 2-1)[13]

## Nombres d'équipes par pays et par tour
L'ordre des fédérations est établi suivant le classement UEFA des pays en 2021. Les clubs repêchés de la Ligue des champions et de la Ligue Europa apparaissent en italique.
| Association |       | Barrages                         | +   | Phase de groupes             | +  | Barrages à élimination directe | Huitièmes de finale                     | Quarts de finale       | Demi-finales | Finale      |
| ----------- | ----- | -------------------------------- | --- | ---------------------------- | -- | ------------------------------ | --------------------------------------- | ---------------------- | ------------ | ----------- |
| Angleterre  |       | 1 Tottenham                      |     | 1 Tottenham                  | +1 | 1 Leicester                    | 1 Leicester                             | 1 Leicester            | 1 Leicester  |             |
| Allemagne   |       | 1 Berlin                         |     | 1 Berlin                     |    |                                |                                         |                        |              |             |
| Italie      |       | 1 Rome                           |     | 1 Rome                       |    |                                | 1 Rome                                  | 1 Rome                 | 1 Rome       | 1 Rome      |
| France      |       | 1 Rennes                         |     | 1 Rennes                     | +1 | 1 Marseille                    | 2 Marseille, Rennes                     | 1 Marseille            | 1 Marseille  |             |
| Portugal    |       | 2 Paços de Ferreira, Santa Clara |     |                              |    |                                |                                         |                        |              |             |
| Belgique    |       | 2 Anderlecht, La Gantoise        |     | 1 La Gantoise                |    |                                | 1 La Gantoise                           |                        |              |             |
| Ukraine     |       |                                  | +1  | 1 Louhansk                   |    |                                |                                         |                        |              |             |
| Pays-Bas    |       | 2 Arnhem, Rotterdam              | +1  | 3 Alkmaar, Arnhem, Rotterdam | +1 | 2 Arnhem, Eindhoven            | 4 Alkmaar, Arnhem, Eindhoven, Rotterdam | 2 Eindhoven, Rotterdam | 1 Rotterdam  | 1 Rotterdam |
| Turquie     |       | 2 Sivasspor, Trabzonspor         |     |                              | +1 | 1 Fenerbahçe                   |                                         |                        |              |             |
| Autriche    |       | 1 LASK                           |     | 1 LASK                       | +1 | 1 Vienne                       | 1 LASK                                  |                        |              |             |
| Danemark    |       | 1 Copenhague                     | +1  | 2 Copenhague, Randers        | +1 | 2 Midtjylland, Randers         | 1 Copenhague                            |                        |              |             |
| Écosse      |       | 2 Aberdeen, St Johnstone         |     |                              | +1 | 1 Celtic                       |                                         |                        |              |             |
| Tchéquie    |       | 2 Jablonec, Plzeň                | +1  | 2 Jablonec, Slavia           | +1 | 2 Slavia, Sparta               | 1 Slavia                                | 1 Slavia               |              |             |
| Chypre      |       | 1 Famagouste                     | +1  | 2 Famagouste, Omónia         |    |                                |                                         |                        |              |             |
| Suisse      |       | 1 Bâle                           |     | 1 Bâle                       |    |                                | 1 Bâle                                  |                        |              |             |
| Grèce       |       | 1 PAOK                           |     | 1 PAOK                       |    | 1 PAOK                         | 1 PAOK                                  | 1 PAOK                 |              |             |
| Serbie      |       | 1 Belgrade                       |     | 1 Belgrade                   |    | 1 Belgrade                     | 1 Belgrade                              |                        |              |             |
| Croatie     |       | 1 Rijeka                         |     |                              |    |                                |                                         |                        |              |             |
| Suède       |       | 2 Elfsborg, Hammarby             |     |                              |    |                                |                                         |                        |              |             |
| Norvège     |       | 2 Bodø, Rosenborg                |     | 1 Bodø                       |    | 1 Bodø                         | 1 Bodø                                  | 1 Bodø                 |              |             |
| Israël      |       | 3 Haïfa, Hapoël, Tel-Aviv        |     | 2 Haïfa, Tel-Aviv            |    | 1 Tel-Aviv                     |                                         |                        |              |             |
| Kazakhstan  |       | 2 Almaty, Karagandy              |     | 1 Almaty                     |    |                                |                                         |                        |              |             |
| Azerbaïdjan |       | 2 Bakou, Qarabağ                 |     | 1 Qarabağ                    |    | 1 Qarabağ                      |                                         |                        |              |             |
| Bulgarie    |       | 1 Sofia                          |     | 1 Sofia                      |    |                                |                                         |                        |              |             |
| Roumanie    |       |                                  | +1  | 1 Cluj                       |    |                                |                                         |                        |              |             |
| Pologne     |       | 1 Częstochowa                    |     |                              |    |                                |                                         |                        |              |             |
| Slovaquie   |       | 1 Žilina                         | +1  | 1 Bratislava                 |    |                                |                                         |                        |              |             |
| Slovénie    |       |                                  | +1  | 1 Mura                       |    |                                |                                         |                        |              |             |
| Irlande     |       | 1 Shamrock                       |     |                              |    |                                |                                         |                        |              |             |
| Luxembourg  |       | 1 Esch                           |     |                              |    |                                |                                         |                        |              |             |
| Lituanie    |       | 1 Vilnius                        |     |                              |    |                                |                                         |                        |              |             |
| Arménie     |       |                                  | +1  | 1 Alashkert                  |    |                                |                                         |                        |              |             |
| Lettonie    |       | 1 Riga                           |     |                              |    |                                |                                         |                        |              |             |
| Finlande    |       | 1 Kuopio                         | +1  | 1 HJK Helsinki               |    |                                |                                         |                        |              |             |
| Gibraltar   |       | 1 Lincoln                        |     | 1 Lincoln                    |    |                                |                                         |                        |              |             |
| Estonie     |       | 1 Tallinn                        |     | 1 Tallinn                    |    |                                |                                         |                        |              |             |
| Total       | Total | 44                               | +10 | 32                           | +8 | 16                             | 16                                      | 8                      | 4            | 2           |